# ITF Women's Circuit 2003
L'ITF Women's Circuit 2003 è stata una serie di tornei gestita dall'organo internazionale del tennis, l'ITF. Lo scopo di questi tornei è quello di permettere, in particolare alle giovani tenniste, di migliorare la loro classifica per giocare in tornei più importanti. L'ITF Women's Circuit comprende tornei che hanno montepremi che vanno dai 10 000 ai 100 000 dollari.

## Gennaio
| Settimana  | Torneo                                                                                           | Vincitrice                                  | Finalista                          | Semifinaliste                         | Quarti di finale                                             |
| ---------- | ------------------------------------------------------------------------------------------------ | ------------------------------------------- | ---------------------------------- | ------------------------------------- | ------------------------------------------------------------ |
| 6 gennaio  | ITF Women's Circuit Tallahassee 2003 Tallahassee, Stati Uniti Cemento $10 000 Singolare - Doppio | Jana Nejedly 6-4, 6-0                       | Mélanie Marois                     | Jane O'Donoghue Ljudmila Skavronskaja | Petra Rampre Sarah Borwell Vladimíra Uhlířová Alyssa Cohen   |
| 6 gennaio  | ITF Women's Circuit Tallahassee 2003 Tallahassee, Stati Uniti Cemento $10 000 Singolare - Doppio | Petra Rampre Vladimíra Uhlířová 6-2, 7–6(5) | Arpi Kojian Antonia Matic          | Jane O'Donoghue Ljudmila Skavronskaja | Petra Rampre Sarah Borwell Vladimíra Uhlířová Alyssa Cohen   |
| 13 gennaio | Challenger of Boca Raton 2003 Boca Raton, USA Cemento $10,000 Singolare - Doppio                 | Marija Kirilenko 6-3, 6-0                   | Sonya Jeyaseelan                   | Ivana Abramović Sandra Cacic          | Katrina Tsang Alyssa Cohen Kristen Schlukebir Tanner Cochran |
| 13 gennaio | Challenger of Boca Raton 2003 Boca Raton, USA Cemento $10,000 Singolare - Doppio                 | Sandra Cacic Sonya Jeyaseelan 7-5, 6-2      | Shenay Perry Ljudmila Skavronskaja | Ivana Abramović Sandra Cacic          | Katrina Tsang Alyssa Cohen Kristen Schlukebir Tanner Cochran |
| 20 gennaio | ITF Women's Circuit Fullerton 2003 Fullerton, USA Cemento $50,000 Singolare - Doppio             |                                             |                                    |                                       |                                                              |
| 20 gennaio | ITF Women's Circuit Fullerton 2003 Fullerton, USA Cemento $50,000 Singolare - Doppio             |                                             |                                    |                                       |                                                              |
| 20 gennaio | ITF Women's Circuit Courmayeur 2003 Courmayeur, Italia Cemento $10,000                           |                                             |                                    |                                       |                                                              |
| 20 gennaio | ITF Women's Circuit Courmayeur 2003 Courmayeur, Italia Cemento $10,000                           |                                             |                                    |                                       |                                                              |
| 20 gennaio | ITF Women's Circuit Miami 2003 Miami, USA Cemento $10,000                                        |                                             |                                    |                                       |                                                              |
| 20 gennaio | ITF Women's Circuit Miami 2003 Miami, USA Cemento $10,000                                        |                                             |                                    |                                       |                                                              |
| 20 gennaio | ITF Women's Circuit Hull 2003 Kingston upon Hull, Gran Bretagna Cemento $10,000                  |                                             |                                    |                                       |                                                              |
| 20 gennaio | ITF Women's Circuit Hull 2003 Kingston upon Hull, Gran Bretagna Cemento $10,000                  |                                             |                                    |                                       |                                                              |
| 20 gennaio | Open GDF Suez de L'Isere 2003 Grenoble, Francia Cemento $10,000                                  |                                             |                                    |                                       |                                                              |
| 20 gennaio | Open GDF Suez de L'Isere 2003 Grenoble, Francia Cemento $10,000                                  |                                             |                                    |                                       |                                                              |
| 20 gennaio | ITF Women's Circuit Benin City 2003 Benin City, Nigeria Cemento $10,000                          |                                             |                                    |                                       |                                                              |
| 20 gennaio | ITF Women's Circuit Benin City 2003 Benin City, Nigeria Cemento $10,000                          |                                             |                                    |                                       |                                                              |
| 27 gennaio | ITF Women's Circuit Rockford 2003 Rockford, USA Cemento $25,000                                  |                                             |                                    |                                       |                                                              |
| 27 gennaio | ITF Women's Circuit Rockford 2003 Rockford, USA Cemento $25,000                                  |                                             |                                    |                                       |                                                              |
| 27 gennaio | AEGON Pro Series Tipton 2003 Tipton, Gran Bretagna Cemento $10,000                               |                                             |                                    |                                       |                                                              |
| 27 gennaio | AEGON Pro Series Tipton 2003 Tipton, Gran Bretagna Cemento $10,000                               |                                             |                                    |                                       |                                                              |
| 27 gennaio | ITF Women's Circuit Benin City 2003 Benin City, Nigeria Cemento $10,000                          |                                             |                                    |                                       |                                                              |
| 27 gennaio | ITF Women's Circuit Benin City 2003 Benin City, Nigeria Cemento $10,000                          |                                             |                                    |                                       |                                                              |
| 27 gennaio | ITF Women's Circuit Wellington 2003 Wellington, Nuova Zelanda Cemento $10,000                    |                                             |                                    |                                       |                                                              |
| 27 gennaio | ITF Women's Circuit Wellington 2003 Wellington, Nuova Zelanda Cemento $10,000                    |                                             |                                    |                                       |                                                              |
| 27 gennaio | Internazionali Tennis Val Gardena Südtirol 2003 Ortisei, Italia Sintetico $50,000                |                                             |                                    |                                       |                                                              |
| 27 gennaio | Internazionali Tennis Val Gardena Südtirol 2003 Ortisei, Italia Sintetico $50,000                |                                             |                                    |                                       |                                                              |
| 27 gennaio | Open GDF Suez de Belfort 2003 Belfort, Francia Cemento $25,000                                   |                                             |                                    |                                       |                                                              |
| 27 gennaio | Open GDF Suez de Belfort 2003 Belfort, Francia Cemento $25,000                                   |                                             |                                    |                                       |                                                              |

## Febbraio
| Settimana   | Torneo                                                                                      | Vincitrice | Finalista | Semifinaliste | Quarti di finale |
| ----------- | ------------------------------------------------------------------------------------------- | ---------- | --------- | ------------- | ---------------- |
| 3 febbraio  | Dow Corning Tennis Classic 2003 Midland, USA Cemento $75,000                                |            |           |               |                  |
| 3 febbraio  | Dow Corning Tennis Classic 2003 Midland, USA Cemento $75,000                                |            |           |               |                  |
| 3 febbraio  | Trofeo Città di Lecce 2003 Lecce, Italia Terra rossa $10,000                                |            |           |               |                  |
| 3 febbraio  | Trofeo Città di Lecce 2003 Lecce, Italia Terra rossa $10,000                                |            |           |               |                  |
| 3 febbraio  | ITF Women's Circuit Doha 2003 Doha, Qatar Cemento $25,000                                   |            |           |               |                  |
| 3 febbraio  | ITF Women's Circuit Doha 2003 Doha, Qatar Cemento $25,000                                   |            |           |               |                  |
| 3 febbraio  | Vale do Lobo Ladies Open 2003 Vale do Lobo, Portogallo Cemento $10,000                      |            |           |               |                  |
| 3 febbraio  | Vale do Lobo Ladies Open 2003 Vale do Lobo, Portogallo Cemento $10,000                      |            |           |               |                  |
| 10 febbraio | AEGON Pro Series Southampton 2003 Southampton, Gran Bretagna Cemento $25,000                |            |           |               |                  |
| 10 febbraio | AEGON Pro Series Southampton 2003 Southampton, Gran Bretagna Cemento $25,000                |            |           |               |                  |
| 10 febbraio | Città di Bergamo 2003 Bergamo, Italia Cemento $10,000                                       |            |           |               |                  |
| 10 febbraio | Città di Bergamo 2003 Bergamo, Italia Cemento $10,000                                       |            |           |               |                  |
| 10 febbraio | ITF Women's Circuit Chennai 2003 Chennai, India Cemento $10,000                             |            |           |               |                  |
| 10 febbraio | ITF Women's Circuit Chennai 2003 Chennai, India Cemento $10,000                             |            |           |               |                  |
| 10 febbraio | Albufeira Ladies Open 2003 Albufeira, Portogallo Cemento $10,000                            |            |           |               |                  |
| 10 febbraio | Albufeira Ladies Open 2003 Albufeira, Portogallo Cemento $10,000                            |            |           |               |                  |
| 17 febbraio | AEGON Pro Series Redbridge 2003 Redbridge, Gran Bretagna Cemento $25,000                    |            |           |               |                  |
| 17 febbraio | AEGON Pro Series Redbridge 2003 Redbridge, Gran Bretagna Cemento $25,000                    |            |           |               |                  |
| 17 febbraio | QNet ITF Open 2003 Bangalore, India Cemento $10,000                                         |            |           |               |                  |
| 17 febbraio | QNet ITF Open 2003 Bangalore, India Cemento $10,000                                         |            |           |               |                  |
| 17 febbraio | ITF Women's Circuit Benin City 2003 Benin City, Nigeria Cemento $10,000                     |            |           |               |                  |
| 17 febbraio | ITF Women's Circuit Benin City 2003 Benin City, Nigeria Cemento $10,000                     |            |           |               |                  |
| 17 febbraio | Internationale Badische Damen Hallenmeisterschaften 2003 Buchen, Germania Sintetico $10,000 |            |           |               |                  |
| 17 febbraio | Internationale Badische Damen Hallenmeisterschaften 2003 Buchen, Germania Sintetico $10,000 |            |           |               |                  |
| 17 febbraio | ITF Women's Circuit Columbus 2003 Columbus, USA Cemento $25,000                             |            |           |               |                  |
| 17 febbraio | ITF Women's Circuit Columbus 2003 Columbus, USA Cemento $25,000                             |            |           |               |                  |
| 24 febbraio | American Family Mortgage 2003 Saint Paul, USA Cemento $50,000                               |            |           |               |                  |
| 24 febbraio | American Family Mortgage 2003 Saint Paul, USA Cemento $50,000                               |            |           |               |                  |
| 24 febbraio | NH Trans Ladies Indoor 2003 Ostrava, Repubblica Ceca Cemento $25,000                        |            |           |               |                  |
| 24 febbraio | NH Trans Ladies Indoor 2003 Ostrava, Repubblica Ceca Cemento $25,000                        |            |           |               |                  |
| 24 febbraio | Ciudad de Las Palmas 2003 Las Palmas de Gran Canaria, Spagna Terra rossa $10,000            |            |           |               |                  |
| 24 febbraio | Ciudad de Las Palmas 2003 Las Palmas de Gran Canaria, Spagna Terra rossa $10,000            |            |           |               |                  |
| 24 febbraio | ITF Women's Circuit Benin City 2003 Benin City, Nigeria Cemento $10,000                     |            |           |               |                  |
| 24 febbraio | ITF Women's Circuit Benin City 2003 Benin City, Nigeria Cemento $10,000                     |            |           |               |                  |
| 24 febbraio | William Loud Bendigo International 2003 Bendigo, Australia Cemento $25,000                  |            |           |               |                  |
| 24 febbraio | William Loud Bendigo International 2003 Bendigo, Australia Cemento $25,000                  |            |           |               |                  |

## Marzo
| Settimana | Torneo                                                                         | Vincitrice | Finalista | Semifinaliste | Quarti di finale |
| --------- | ------------------------------------------------------------------------------ | ---------- | --------- | ------------- | ---------------- |
| 3 marzo   | Mexico Circuit 2003 ?, Messico Cemento $40,000                                 |            |           |               |                  |
| 3 marzo   | Mexico Circuit 2003 ?, Messico Cemento $40,000                                 |            |           |               |                  |
| 3 marzo   | ITF Women's Circuit Cairo 1 2003 Il Cairo, Egitto Terra rossa $10,000          |            |           |               |                  |
| 3 marzo   | ITF Women's Circuit Cairo 1 2003 Il Cairo, Egitto Terra rossa $10,000          |            |           |               |                  |
| 3 marzo   | Australia Circuit 2003 Bendigo, Australia Erba $40,000                         |            |           |               |                  |
| 3 marzo   | Australia Circuit 2003 Bendigo, Australia Erba $40,000                         |            |           |               |                  |
| 10 marzo  | Lithuanian Independence Tournament 2003 Kaunas, Lituania Cemento $25,000       |            |           |               |                  |
| 10 marzo  | Lithuanian Independence Tournament 2003 Kaunas, Lituania Cemento $25,000       |            |           |               |                  |
| 10 marzo  | ITF Women's Circuit Mesa 2003 Mesa, USA Cemento $50,000                        |            |           |               |                  |
| 10 marzo  | ITF Women's Circuit Mesa 2003 Mesa, USA Cemento $50,000                        |            |           |               |                  |
| 10 marzo  | ITF Women's Circuit Cairo 2 2003 Il Cairo, Egitto Terra rossa $10,000          |            |           |               |                  |
| 10 marzo  | ITF Women's Circuit Cairo 2 2003 Il Cairo, Egitto Terra rossa $10,000          |            |           |               |                  |
| 10 marzo  | Makarska Ladies Open 2003 Macarsca, Croazia Terra rossa $10,000                |            |           |               |                  |
| 10 marzo  | Makarska Ladies Open 2003 Macarsca, Croazia Terra rossa $10,000                |            |           |               |                  |
| 17 marzo  | USTA Challenger of Redding 2003 Redding, USA Cemento $25,000                   |            |           |               |                  |
| 17 marzo  | USTA Challenger of Redding 2003 Redding, USA Cemento $25,000                   |            |           |               |                  |
| 17 marzo  | ITF Women's Circuit Cairo 3 2003 Il Cairo, Egitto Terra rossa $10,000          |            |           |               |                  |
| 17 marzo  | ITF Women's Circuit Cairo 3 2003 Il Cairo, Egitto Terra rossa $10,000          |            |           |               |                  |
| 17 marzo  | Ciudad de Castellon 2003 Castellón de la Plana, Spagna Terra rossa $25,000     |            |           |               |                  |
| 17 marzo  | Ciudad de Castellon 2003 Castellón de la Plana, Spagna Terra rossa $25,000     |            |           |               |                  |
| 17 marzo  | Internationaux Féminins d'Amiens 2003 Amiens, Francia Terra rossa $10,000      |            |           |               |                  |
| 17 marzo  | Internationaux Féminins d'Amiens 2003 Amiens, Francia Terra rossa $10,000      |            |           |               |                  |
| 17 marzo  | ITF Women's Circuit Haifa 2003 Haifa, Israele Cemento $10,000                  |            |           |               |                  |
| 17 marzo  | ITF Women's Circuit Haifa 2003 Haifa, Israele Cemento $10,000                  |            |           |               |                  |
| 24 marzo  | Neva Cup 2003 San Pietroburgo, Russia Cemento $25,000                          |            |           |               |                  |
| 24 marzo  | Neva Cup 2003 San Pietroburgo, Russia Cemento $25,000                          |            |           |               |                  |
| 24 marzo  | Norman Wilkerson Memorial Tournament 2003 Atlanta, USA Cemento $25,000         |            |           |               |                  |
| 24 marzo  | Norman Wilkerson Memorial Tournament 2003 Atlanta, USA Cemento $25,000         |            |           |               |                  |
| 24 marzo  | Xenia Athens Open 2003 Atene, Grecia Terra rossa $10,000                       |            |           |               |                  |
| 24 marzo  | Xenia Athens Open 2003 Atene, Grecia Terra rossa $10,000                       |            |           |               |                  |
| 24 marzo  | ITF Women's Circuit Rabat 2003 Rabat, Marocco Terra rossa $10,000              |            |           |               |                  |
| 24 marzo  | ITF Women's Circuit Rabat 2003 Rabat, Marocco Terra rossa $10,000              |            |           |               |                  |
| 24 marzo  | Odorisio Cup Tennis Club Parioli 2003 Roma-Parioli, Italia Terra rossa $10,000 |            |           |               |                  |
| 24 marzo  | Odorisio Cup Tennis Club Parioli 2003 Roma-Parioli, Italia Terra rossa $10,000 |            |           |               |                  |
| 31 marzo  | ITF Women's Circuit Mumbai2003 Mumbai, India Cemento $10,000                   |            |           |               |                  |
| 31 marzo  | ITF Women's Circuit Mumbai2003 Mumbai, India Cemento $10,000                   |            |           |               |                  |
| 31 marzo  | Yesilyurt Sport Club 2003 Istanbul, Turchia Cemento $10,000                    |            |           |               |                  |
| 31 marzo  | Yesilyurt Sport Club 2003 Istanbul, Turchia Cemento $10,000                    |            |           |               |                  |
| 31 marzo  | Napoli Women's Tournament 2003 Napoli, Italia Terra rossa $10,000              |            |           |               |                  |
| 31 marzo  | Napoli Women's Tournament 2003 Napoli, Italia Terra rossa $10,000              |            |           |               |                  |
| 31 marzo  | Makarska Ladies Open 2003 Macarsca, Croazia Terra rossa $10,000                |            |           |               |                  |
| 31 marzo  | Makarska Ladies Open 2003 Macarsca, Croazia Terra rossa $10,000                |            |           |               |                  |
| 31 marzo  | Torneo Tennis Club Lanciani 2003 Roma-Lanciani, Italia Terra rossa $10,000     |            |           |               |                  |
| 31 marzo  | Torneo Tennis Club Lanciani 2003 Roma-Lanciani, Italia Terra rossa $10,000     |            |           |               |                  |

## Aprile
| Settimana | Torneo                                                                                           | Vincitrice | Finalista | Semifinaliste | Quarti di finale |
| --------- | ------------------------------------------------------------------------------------------------ | ---------- | --------- | ------------- | ---------------- |
| 7 aprile  | ITF Women's Circuit Mumbai 2 2003 Mumbai, India Cemento $10,000                                  |            |           |               |                  |
| 7 aprile  | ITF Women's Circuit Mumbai 2 2003 Mumbai, India Cemento $10,000                                  |            |           |               |                  |
| 7 aprile  | Open Gaz de France de Bretagne 2003 Dinan, Francia Terra rossa $50,000                           |            |           |               |                  |
| 7 aprile  | Open Gaz de France de Bretagne 2003 Dinan, Francia Terra rossa $50,000                           |            |           |               |                  |
| 7 aprile  | ITF Women's Circuit Naples 2003 Naples, USA Terra rossa $50,000                                  |            |           |               |                  |
| 7 aprile  | ITF Women's Circuit Naples 2003 Naples, USA Terra rossa $50,000                                  |            |           |               |                  |
| 7 aprile  | Cofimar Cup 2003 Torre del Greco, Italia Terra rossa $10,000                                     |            |           |               |                  |
| 7 aprile  | Cofimar Cup 2003 Torre del Greco, Italia Terra rossa $10,000                                     |            |           |               |                  |
| 7 aprile  | Dubovnik & Riviera Cavtat Open 2003 Ragusa Vecchia, Croazia Terra rossa $10,000                  |            |           |               |                  |
| 7 aprile  | Dubovnik & Riviera Cavtat Open 2003 Ragusa Vecchia, Croazia Terra rossa $10,000                  |            |           |               |                  |
| 7 aprile  | ITF Women's Circuit Antalya 2003 Antalya, Turchia Terra rossa $10,000                            |            |           |               |                  |
| 7 aprile  | ITF Women's Circuit Antalya 2003 Antalya, Turchia Terra rossa $10,000                            |            |           |               |                  |
| 7 aprile  | ITF Femenil Britania Coatzacoalcos 2003 Coatzacoalcos, Messico Cemento $25,000                   |            |           |               |                  |
| 7 aprile  | ITF Femenil Britania Coatzacoalcos 2003 Coatzacoalcos, Messico Cemento $25,000                   |            |           |               |                  |
| 14 aprile | ITF Women's Circuit Ho Chi Minh City 2003 Ho Chi Minh, Vietnam Cemento $25,000                   |            |           |               |                  |
| 14 aprile | ITF Women's Circuit Ho Chi Minh City 2003 Ho Chi Minh, Vietnam Cemento $25,000                   |            |           |               |                  |
| 14 aprile | ITF Women's $25,000 tennis Tournament Muzaffarnagar 2003 Muzaffarnagar, India Erba $10,000       |            |           |               |                  |
| 14 aprile | ITF Women's $25,000 tennis Tournament Muzaffarnagar 2003 Muzaffarnagar, India Erba $10,000       |            |           |               |                  |
| 14 aprile | Open GDF SUEZ de Biarritz 2003 Biarritz, Francia Terra rossa $25,000                             |            |           |               |                  |
| 14 aprile | Open GDF SUEZ de Biarritz 2003 Biarritz, Francia Terra rossa $25,000                             |            |           |               |                  |
| 14 aprile | St. Dominic USTA Pro Circuit $25,000 Women's Challenger 2003 Jackson, USA Terra rossa $25,000    |            |           |               |                  |
| 14 aprile | St. Dominic USTA Pro Circuit $25,000 Women's Challenger 2003 Jackson, USA Terra rossa $25,000    |            |           |               |                  |
| 14 aprile | Dubrovnik Open 2003 Ragusa, Croazia Terra rossa $10,000                                          |            |           |               |                  |
| 14 aprile | Dubrovnik Open 2003 Ragusa, Croazia Terra rossa $10,000                                          |            |           |               |                  |
| 14 aprile | ITF Women's Circuit Yamaguchi 2003 Yamaguchi, Giappone Terra rossa $10,000                       |            |           |               |                  |
| 14 aprile | ITF Women's Circuit Yamaguchi 2003 Yamaguchi, Giappone Terra rossa $10,000                       |            |           |               |                  |
| 14 aprile | ITF Femenil San Luis Potosí 2003 San Luis Potosí, Messico Terra rossa $25,000                    |            |           |               |                  |
| 14 aprile | ITF Femenil San Luis Potosí 2003 San Luis Potosí, Messico Terra rossa $25,000                    |            |           |               |                  |
| 21 aprile | Dothan Pro Classic 2003 Dothan, USA Terra verde $75,000                                          |            |           |               |                  |
| 21 aprile | Dothan Pro Classic 2003 Dothan, USA Terra verde $75,000                                          |            |           |               |                  |
| 21 aprile | Taranto Open 2003 Taranto, Italia Terra rossa $25,000                                            |            |           |               |                  |
| 21 aprile | Taranto Open 2003 Taranto, Italia Terra rossa $25,000                                            |            |           |               |                  |
| 21 aprile | Gariful Hvar Open 2003 Lesina, Croazia Terra rossa $10,000                                       |            |           |               |                  |
| 21 aprile | Gariful Hvar Open 2003 Lesina, Croazia Terra rossa $10,000                                       |            |           |               |                  |
| 28 aprile | Al Habtoor Future Challenge 2003 Dubai, Emirati Arabi Uniti Cemento $75,000                      |            |           |               |                  |
| 28 aprile | Al Habtoor Future Challenge 2003 Dubai, Emirati Arabi Uniti Cemento $75,000                      |            |           |               |                  |
| 28 aprile | Open GDF SUEZ de Cagnes-sur-Mer Alpes-Maritimes 2003 Cagnes-sur-Mer, Francia Terra rossa $75,000 |            |           |               |                  |
| 28 aprile | Open GDF SUEZ de Cagnes-sur-Mer Alpes-Maritimes 2003 Cagnes-sur-Mer, Francia Terra rossa $75,000 |            |           |               |                  |
| 28 aprile | AEGON Pro Series Bournemouth 2003 Bournemouth, Gran Bretagna Terra rossa $10,000                 |            |           |               |                  |
| 28 aprile | AEGON Pro Series Bournemouth 2003 Bournemouth, Gran Bretagna Terra rossa $10,000                 |            |           |               |                  |
| 28 aprile | Kangaroo Cup International Ladies Open Tennis 2003 Gifu, Giappone Erba $50,000                   |            |           |               |                  |
| 28 aprile | Kangaroo Cup International Ladies Open Tennis 2003 Gifu, Giappone Erba $50,000                   |            |           |               |                  |
| 28 aprile | Garuda Indonesia Championships Jakarta 2003 Giacarta, Indonesia Terra rossa $10,000              |            |           |               |                  |
| 28 aprile | Garuda Indonesia Championships Jakarta 2003 Giacarta, Indonesia Terra rossa $10,000              |            |           |               |                  |
| 28 aprile | Pula Open 2003 Pola, Croazia Terra rossa $10,000                                                 |            |           |               |                  |
| 28 aprile | Pula Open 2003 Pola, Croazia Terra rossa $10,000                                                 |            |           |               |                  |
| 28 aprile | Trofeo Ediltermica 2003 Maglie, Italia Terra rossa $25,000                                       |            |           |               |                  |
| 28 aprile | Trofeo Ediltermica 2003 Maglie, Italia Terra rossa $25,000                                       |            |           |               |                  |

## Maggio
| Settimana | Torneo                                                                                      | Vincitrice | Finalista | Semifinaliste | Quarti di finale |
| --------- | ------------------------------------------------------------------------------------------- | ---------- | --------- | ------------- | ---------------- |
| 5 maggio  | India Development Circuit 2003 Nuova Delhi, India Cemento $20,000                           |            |           |               |                  |
| 5 maggio  | India Development Circuit 2003 Nuova Delhi, India Cemento $20,000                           |            |           |               |                  |
| 5 maggio  | Fukuoka International Women's Cup 2003 Fukuoka, Giappone Erba $50,000                       |            |           |               |                  |
| 5 maggio  | Fukuoka International Women's Cup 2003 Fukuoka, Giappone Erba $50,000                       |            |           |               |                  |
| 5 maggio  | Trofeo Città di Lecce 2003 Lecce, Italia Terra rossa $10,000                                |            |           |               |                  |
| 5 maggio  | Trofeo Città di Lecce 2003 Lecce, Italia Terra rossa $10,000                                |            |           |               |                  |
| 5 maggio  | Open Saint-Gaudens Midi Pyrénées 2003 Saint-Gaudens, Francia Terra rossa $75,000            |            |           |               |                  |
| 5 maggio  | Open Saint-Gaudens Midi Pyrénées 2003 Saint-Gaudens, Francia Terra rossa $75,000            |            |           |               |                  |
| 5 maggio  | ITF Women's Circuit Sea Island 2003 Sea Island, USA Terra rossa $25,000                     |            |           |               |                  |
| 5 maggio  | ITF Women's Circuit Sea Island 2003 Sea Island, USA Terra rossa $25,000                     |            |           |               |                  |
| 5 maggio  | PGN International Tennis Tournament 2003 Surabaya, Indonesia Terra rossa $10,000            |            |           |               |                  |
| 5 maggio  | PGN International Tennis Tournament 2003 Surabaya, Indonesia Terra rossa $10,000            |            |           |               |                  |
| 5 maggio  | BGZ Cup 2003 Varsavia, Polonia Terra rossa $10,000                                          |            |           |               |                  |
| 5 maggio  | BGZ Cup 2003 Varsavia, Polonia Terra rossa $10,000                                          |            |           |               |                  |
| 5 maggio  | AEGON Pro Series Edinburgh 2003 Edimburgo, Gran Bretagna Terra rossa $10,000                |            |           |               |                  |
| 5 maggio  | AEGON Pro Series Edinburgh 2003 Edimburgo, Gran Bretagna Terra rossa $10,000                |            |           |               |                  |
| 5 maggio  | Torneo Club Tennis Tortosa 2003 Tortosa, Spagna Terra rossa $10,000                         |            |           |               |                  |
| 5 maggio  | Torneo Club Tennis Tortosa 2003 Tortosa, Spagna Terra rossa $10,000                         |            |           |               |                  |
| 12 maggio | Mostar Ladies Open 2003 Mostar, Bosnia ed Erzegovina Terra rossa $25,000                    |            |           |               |                  |
| 12 maggio | Mostar Ladies Open 2003 Mostar, Bosnia ed Erzegovina Terra rossa $25,000                    |            |           |               |                  |
| 12 maggio | SALK Ladies 2003 Bromma, Svezia Terra rossa $25,000                                         |            |           |               |                  |
| 12 maggio | SALK Ladies 2003 Bromma, Svezia Terra rossa $25,000                                         |            |           |               |                  |
| 12 maggio | Torneo Internacional de Tenis Femenino Ciudad de Monzón 2003 Monzón, Spagna Cemento $10,000 |            |           |               |                  |
| 12 maggio | Torneo Internacional de Tenis Femenino Ciudad de Monzón 2003 Monzón, Spagna Cemento $10,000 |            |           |               |                  |
| 12 maggio | ITF Women's Circuit Nagano 2003 Nagano, Giappone Erba $10,000                               |            |           |               |                  |
| 12 maggio | ITF Women's Circuit Nagano 2003 Nagano, Giappone Erba $10,000                               |            |           |               |                  |
| 12 maggio | Boyd Tinsley Women’s Clay Court Classic 2003 Charlottesville, USA Terra verde $25,000       |            |           |               |                  |
| 12 maggio | Boyd Tinsley Women’s Clay Court Classic 2003 Charlottesville, USA Terra verde $25,000       |            |           |               |                  |
| 12 maggio | Trofeo Società Gestioni Energetiche 2003 Casale Monferrato, Italia Terra rossa $10,000      |            |           |               |                  |
| 12 maggio | Trofeo Società Gestioni Energetiche 2003 Casale Monferrato, Italia Terra rossa $10,000      |            |           |               |                  |
| 19 maggio | Hunt Communities USTA Women's Pro Tennis Classic El Paso 2003 El Paso, USA Cemento $10,000  |            |           |               |                  |
| 19 maggio | Hunt Communities USTA Women's Pro Tennis Classic El Paso 2003 El Paso, USA Cemento $10,000  |            |           |               |                  |
| 19 maggio | Biograd Open 2003 Zaravecchia, Croazia Terra rossa $10,000                                  |            |           |               |                  |
| 19 maggio | Biograd Open 2003 Zaravecchia, Croazia Terra rossa $10,000                                  |            |           |               |                  |
| 19 maggio | ITF Women's Circuit Gunma 2003 Gunma, Giappone Erba $10,000                                 |            |           |               |                  |
| 19 maggio | ITF Women's Circuit Gunma 2003 Gunma, Giappone Erba $10,000                                 |            |           |               |                  |
| 19 maggio | Memorial Daniela Molon Pierrel Cup 2003 Catania, Italia Terra rossa $10,000                 |            |           |               |                  |
| 19 maggio | Memorial Daniela Molon Pierrel Cup 2003 Catania, Italia Terra rossa $10,000                 |            |           |               |                  |
| 19 maggio | Vabank Galychyna Cup 2003 Leopoli, Ucraina Terra rossa $10,000                              |            |           |               |                  |
| 19 maggio | Vabank Galychyna Cup 2003 Leopoli, Ucraina Terra rossa $10,000                              |            |           |               |                  |
| 19 maggio | Olecko Cup 2003 Olecko, Polonia Terra rossa $10,000                                         |            |           |               |                  |
| 19 maggio | Olecko Cup 2003 Olecko, Polonia Terra rossa $10,000                                         |            |           |               |                  |
| 19 maggio | ITF Women's Circuit Almería 2003 Almería, Spagna Cemento $10,000                            |            |           |               |                  |
| 19 maggio | ITF Women's Circuit Almería 2003 Almería, Spagna Cemento $10,000                            |            |           |               |                  |
| 26 maggio | ITF Women's Circuit Houston 2003 Houston, USA Cemento $10,000                               |            |           |               |                  |
| 26 maggio | ITF Women's Circuit Houston 2003 Houston, USA Cemento $10,000                               |            |           |               |                  |
| 26 maggio | Torneo Associazione Tennis Campobasso 2003 Campobasso, Italia Terra rossa $10,000           |            |           |               |                  |
| 26 maggio | Torneo Associazione Tennis Campobasso 2003 Campobasso, Italia Terra rossa $10,000           |            |           |               |                  |
| 26 maggio | ITF Women's Circuit Mont Tremblant 2003 Mont-Tremblant, Canada Terra rossa $10,000          |            |           |               |                  |
| 26 maggio | ITF Women's Circuit Mont Tremblant 2003 Mont-Tremblant, Canada Terra rossa $10,000          |            |           |               |                  |
| 26 maggio | Ursynow Cup 2003 Varsavia, Polonia Terra rossa $10,000                                      |            |           |               |                  |
| 26 maggio | Ursynow Cup 2003 Varsavia, Polonia Terra rossa $10,000                                      |            |           |               |                  |
| 26 maggio | Zaton Open 2003 Zara, Croazia Terra rossa $10,000                                           |            |           |               |                  |
| 26 maggio | Zaton Open 2003 Zara, Croazia Terra rossa $10,000                                           |            |           |               |                  |
| 26 maggio | ITF Women's Circuit Taiwan 2003 Taipei, Taiwan Terra rossa $10,000                          |            |           |               |                  |
| 26 maggio | ITF Women's Circuit Taiwan 2003 Taipei, Taiwan Terra rossa $10,000                          |            |           |               |                  |

## Giugno
| Settimana | Torneo | Vincitrice | Finalista | Semifinaliste | Quarti di finale |
| --------- | --- | ---------- | --------- | ------------- | ---------------- |
| 2 giugno  | ITF Women's Circuit Kaunas 2003 Kaunas, Lituania Cemento $25,000                                           |            |           |               |                  |
| 2 giugno  | ITF Women's Circuit Kaunas 2003 Kaunas, Lituania Cemento $25,000                                           |            |           |               |                  |
| 2 giugno  | ITF Women's Circuit Seoul 2003 Seul, Corea del Sud Cemento $25,000                                         |            |           |               |                  |
| 2 giugno  | ITF Women's Circuit Seoul 2003 Seul, Corea del Sud Cemento $25,000                                         |            |           |               |                  |
| 2 giugno  | Macha Lake Satellite 2003 Staré Splavy, Repubblica Ceca Terra rossa $10,000                                |            |           |               |                  |
| 2 giugno  | Macha Lake Satellite 2003 Staré Splavy, Repubblica Ceca Terra rossa $10,000                                |            |           |               |                  |
| 2 giugno  | Akbank Women's Circuit 2003 Ankara, Turchia Terra rossa $10,000                                            |            |           |               |                  |
| 2 giugno  | Akbank Women's Circuit 2003 Ankara, Turchia Terra rossa $10,000                                            |            |           |               |                  |
| 2 giugno  | Torneo Internazionale Femminile Città Di Galatina 2003 Galatina, Italia Terra rossa $25,000                |            |           |               |                  |
| 2 giugno  | Torneo Internazionale Femminile Città Di Galatina 2003 Galatina, Italia Terra rossa $25,000                |            |           |               |                  |
| 2 giugno  | The Surbiton Trophy 2003 Surbiton, Gran Bretagna Erba $25,000                                              |            |           |               |                  |
| 2 giugno  | The Surbiton Trophy 2003 Surbiton, Gran Bretagna Erba $25,000                                              |            |           |               |                  |
| 2 giugno  | Head Tail Activewear Women's 2003 Hilton Head, USA Cemento $10,000                                         |            |           |               |                  |
| 2 giugno  | Head Tail Activewear Women's 2003 Hilton Head, USA Cemento $10,000                                         |            |           |               |                  |
| 9 giugno  | ITF Women's Circuit Allentown 2003 Allentown, USA Cemento $25,000                                          |            |           |               |                  |
| 9 giugno  | ITF Women's Circuit Allentown 2003 Allentown, USA Cemento $25,000                                          |            |           |               |                  |
| 9 giugno  | ITF Women's Circuit Seoul 2003 Seul, Corea del Sud Cemento $10,000                                         |            |           |               |                  |
| 9 giugno  | ITF Women's Circuit Seoul 2003 Seul, Corea del Sud Cemento $10,000                                         |            |           |               |                  |
| 9 giugno  | ITF Women's Circuit Hamilton 2003 Hamilton, Canada Terra rossa $25,000                                     |            |           |               |                  |
| 9 giugno  | ITF Women's Circuit Hamilton 2003 Hamilton, Canada Terra rossa $25,000                                     |            |           |               |                  |
| 9 giugno  | Open GDF SUEZ de Marseille 2003 Marsiglia, Francia Terra rossa $50,000                                     |            |           |               |                  |
| 9 giugno  | Open GDF SUEZ de Marseille 2003 Marsiglia, Francia Terra rossa $50,000                                     |            |           |               |                  |
| 9 giugno  | LGT Open 2003 Vaduz, Liechtenstein Terra rossa $25,000                                                     |            |           |               |                  |
| 9 giugno  | LGT Open 2003 Vaduz, Liechtenstein Terra rossa $25,000                                                     |            |           |               |                  |
| 9 giugno  | Torneo Internazionale Femminile Città di Grado 2003 Grado, Italia Terra rossa $25,000                      |            |           |               |                  |
| 9 giugno  | Torneo Internazionale Femminile Città di Grado 2003 Grado, Italia Terra rossa $25,000                      |            |           |               |                  |
| 9 giugno  | ITF Women's Circuit Poznan 2003 Poznań, Croazia Terra rossa $10,000                                        |            |           |               |                  |
| 9 giugno  | ITF Women's Circuit Poznan 2003 Poznań, Croazia Terra rossa $10,000                                        |            |           |               |                  |
| 9 giugno  | ITF Women's Circuit Ben Aknoun 2003 Ben Aknoun, Algeria Terra rossa $10,000                                |            |           |               |                  |
| 9 giugno  | ITF Women's Circuit Ben Aknoun 2003 Ben Aknoun, Algeria Terra rossa $10,000                                |            |           |               |                  |
| 16 giugno | ITF Women's Circuit Dallas 2003 Dallas, USA Cemento $10,000                                                |            |           |               |                  |
| 16 giugno | ITF Women's Circuit Dallas 2003 Dallas, USA Cemento $10,000                                                |            |           |               |                  |
| 16 giugno | ITF Incheon Women's Challenger Tennis 2003 Inchon, Corea del Sud Cemento $10,000                           |            |           |               |                  |
| 16 giugno | ITF Incheon Women's Challenger Tennis 2003 Inchon, Corea del Sud Cemento $10,000                           |            |           |               |                  |
| 16 giugno | Go'n'Go Tennis Cup Gorizia 2003 Gorizia, Italia Terra rossa $25,000                                        |            |           |               |                  |
| 16 giugno | Go'n'Go Tennis Cup Gorizia 2003 Gorizia, Italia Terra rossa $25,000                                        |            |           |               |                  |
| 16 giugno | Lenzerheide Open 2003 Lenzerheide, Svizzera Terra rossa $25,000                                            |            |           |               |                  |
| 16 giugno | Lenzerheide Open 2003 Lenzerheide, Svizzera Terra rossa $25,000                                            |            |           |               |                  |
| 16 giugno | ITF Women's Circuit Canet-en-Roussillon 2003 Canet-en-Roussillon, Francia Terra rossa $10,000              |            |           |               |                  |
| 16 giugno | ITF Women's Circuit Canet-en-Roussillon 2003 Canet-en-Roussillon, Francia Terra rossa $10,000              |            |           |               |                  |
| 16 giugno | Kedzierzyn Kozle Cup 2003 Kędzierzyn-Koźle, Polonia Terra rossa $10,000                                    |            |           |               |                  |
| 16 giugno | Kedzierzyn Kozle Cup 2003 Kędzierzyn-Koźle, Polonia Terra rossa $10,000                                    |            |           |               |                  |
| 16 giugno | ITF Women's Circuit Tlemcen 2003 Tlemcen, Algeria Terra rossa $10,000                                      |            |           |               |                  |
| 16 giugno | ITF Women's Circuit Tlemcen 2003 Tlemcen, Algeria Terra rossa $10,000                                      |            |           |               |                  |
| 16 giugno | Future Alkmaar 2003 Alkmaar, Paesi Bassi Terra rossa $10,000                                               |            |           |               |                  |
| 16 giugno | Future Alkmaar 2003 Alkmaar, Paesi Bassi Terra rossa $10,000                                               |            |           |               |                  |
| 16 giugno | Montemor Ladies Open 2003 Montemor-o-Novo, Portogallo Cemento $10,000                                      |            |           |               |                  |
| 16 giugno | Montemor Ladies Open 2003 Montemor-o-Novo, Portogallo Cemento $10,000                                      |            |           |               |                  |
| 16 giugno | Internacional Femenil Poza Rica 2003 Poza Rica, Messico Cemento $10,000                                    |            |           |               |                  |
| 16 giugno | Internacional Femenil Poza Rica 2003 Poza Rica, Messico Cemento $10,000                                    |            |           |               |                  |
| 23 giugno | ITF Women's Circuit Victoria 2003 Victoria, Messico Cemento $10,000                                        |            |           |               |                  |
| 23 giugno | ITF Women's Circuit Victoria 2003 Victoria, Messico Cemento $10,000                                        |            |           |               |                  |
| 23 giugno | ITF Women's Circuit Heerhugowaard 2003 Heerhugowaard, Paesi Bassi Terra rossa $10,000                      |            |           |               |                  |
| 23 giugno | ITF Women's Circuit Heerhugowaard 2003 Heerhugowaard, Paesi Bassi Terra rossa $10,000                      |            |           |               |                  |
| 23 giugno | Moskovia Cup 2003 Elektrostal, Russia Sintetico $10,000                                                    |            |           |               |                  |
| 23 giugno | Moskovia Cup 2003 Elektrostal, Russia Sintetico $10,000                                                    |            |           |               |                  |
| 23 giugno | ITF Women's Circuit Fontanafredda 2003 Fontanafredda, Italia Terra rossa $25,000                           |            |           |               |                  |
| 23 giugno | ITF Women's Circuit Fontanafredda 2003 Fontanafredda, Italia Terra rossa $25,000                           |            |           |               |                  |
| 23 giugno | Swedbank Ladies 2003 Båstad, Svezia Terra rossa $25,000                                                    |            |           |               |                  |
| 23 giugno | Swedbank Ladies 2003 Båstad, Svezia Terra rossa $25,000                                                    |            |           |               |                  |
| 23 giugno | Open Gaz de France du Périgord 2003 Périgueux, Francia Terra rossa $25,000                                 |            |           |               |                  |
| 23 giugno | Open Gaz de France du Périgord 2003 Périgueux, Francia Terra rossa $25,000                                 |            |           |               |                  |
| 23 giugno | TF Women's Circuit Sidi Fredj 2003 Sidi Fredj, Algeria Terra rossa $10,000                                 |            |           |               |                  |
| 23 giugno | TF Women's Circuit Sidi Fredj 2003 Sidi Fredj, Algeria Terra rossa $10,000                                 |            |           |               |                  |
| 23 giugno | Future Alkmaar 2003 Alkmaar, Paesi Bassi Terra rossa $10,000                                               |            |           |               |                  |
| 23 giugno | Future Alkmaar 2003 Alkmaar, Paesi Bassi Terra rossa $10,000                                               |            |           |               |                  |
| 23 giugno | ITF Women's Circuit Edmond 2003 Edmond, USA Cemento $10,000                                                |            |           |               |                  |
| 23 giugno | ITF Women's Circuit Edmond 2003 Edmond, USA Cemento $10,000                                                |            |           |               |                  |
| 23 giugno | Orestiada Cup 2003 Orestiada, Grecia Cemento $10,000                                                       |            |           |               |                  |
| 23 giugno | Orestiada Cup 2003 Orestiada, Grecia Cemento $10,000                                                       |            |           |               |                  |
| 30 giugno | ITF Women's Circuit Los Gatos 2003 Los Gatos, USA Cemento $50,000                                          |            |           |               |                  |
| 30 giugno | ITF Women's Circuit Los Gatos 2003 Los Gatos, USA Cemento $50,000                                          |            |           |               |                  |
| 30 giugno | ITF Women's Circuit Beijing 2003 Pechino, Cina Cemento $25,000                                             |            |           |               |                  |
| 30 giugno | ITF Women's Circuit Beijing 2003 Pechino, Cina Cemento $25,000                                             |            |           |               |                  |
| 30 giugno | ITF Women's Circuit Heerhugowaard 2003 Heerhugowaard, Paesi Bassi Terra rossa $10,000                      |            |           |               |                  |
| 30 giugno | ITF Women's Circuit Heerhugowaard 2003 Heerhugowaard, Paesi Bassi Terra rossa $10,000                      |            |           |               |                  |
| 30 giugno | Gubernator Cup 2003 Balašicha, Russia Terra rossa $10,000                                                  |            |           |               |                  |
| 30 giugno | Gubernator Cup 2003 Balašicha, Russia Terra rossa $10,000                                                  |            |           |               |                  |
| 30 giugno | Internationaler Württembergische Damen-Tennis-Meisterschaften 2003 Vaihingen, Germania Terra rossa $25,000 |            |           |               |                  |
| 30 giugno | Internationaler Württembergische Damen-Tennis-Meisterschaften 2003 Vaihingen, Germania Terra rossa $25,000 |            |           |               |                  |
| 30 giugno | Memorial Benito Grassi 2003 Orbetello, Italia Terra rossa $50,000                                          |            |           |               |                  |
| 30 giugno | Memorial Benito Grassi 2003 Orbetello, Italia Terra rossa $50,000                                          |            |           |               |                  |
| 30 giugno | Open GDF Suez de Mont de Marsan 2003 Mont-de-Marsan, Francia Terra rossa $25,000                           |            |           |               |                  |
| 30 giugno | Open GDF Suez de Mont de Marsan 2003 Mont-de-Marsan, Francia Terra rossa $25,000                           |            |           |               |                  |
| 30 giugno | Internacional Femenil Club Parayas 2003 Camargo, Spagna Terra rossa $10,000                                |            |           |               |                  |
| 30 giugno | Internacional Femenil Club Parayas 2003 Camargo, Spagna Terra rossa $10,000                                |            |           |               |                  |
| 30 giugno | ITF Women's Circuit Waco 2003 Waco, USA Cemento $10,000                                                    |            |           |               |                  |
| 30 giugno | ITF Women's Circuit Waco 2003 Waco, USA Cemento $10,000                                                    |            |           |               |                  |
| 30 giugno | ITF Women's Circuit Monterrey 2003 Monterrey, Messico Cemento $10,000                                      |            |           |               |                  |
| 30 giugno | ITF Women's Circuit Monterrey 2003 Monterrey, Messico Cemento $10,000                                      |            |           |               |                  |

## Luglio
| Settimana | Torneo                                                                                   | Vincitrice | Finalista | Semifinaliste | Quarti di finale |
| --------- | ---------------------------------------------------------------------------------------- | ---------- | --------- | ------------- | ---------------- |
| 7 luglio  | ITF Women's Circuit College Park 2003 College Park, USA Cemento $25,000                  |            |           |               |                  |
| 7 luglio  | ITF Women's Circuit College Park 2003 College Park, USA Cemento $25,000                  |            |           |               |                  |
| 7 luglio  | AEGON Pro Series Felixstowe 2003 Felixstowe, Gran Bretagna Erba $10,000                  |            |           |               |                  |
| 7 luglio  | AEGON Pro Series Felixstowe 2003 Felixstowe, Gran Bretagna Erba $10,000                  |            |           |               |                  |
| 7 luglio  | Open 88 Vittel 2003 Vittel, Francia Terra rossa $50,000                                  |            |           |               |                  |
| 7 luglio  | Open 88 Vittel 2003 Vittel, Francia Terra rossa $50,000                                  |            |           |               |                  |
| 7 luglio  | Darmstadt Tennis International 2003 Darmstadt, Germania Terra rossa $25,000              |            |           |               |                  |
| 7 luglio  | Darmstadt Tennis International 2003 Darmstadt, Germania Terra rossa $25,000              |            |           |               |                  |
| 7 luglio  | Bella Cup 2003 Toruń, Polonia Terra rossa $25,000                                        |            |           |               |                  |
| 7 luglio  | Bella Cup 2003 Toruń, Polonia Terra rossa $25,000                                        |            |           |               |                  |
| 7 luglio  | Internacional de Getxo 2003 Getxo, Spagna Terra rossa $10,000                            |            |           |               |                  |
| 7 luglio  | Internacional de Getxo 2003 Getxo, Spagna Terra rossa $10,000                            |            |           |               |                  |
| 7 luglio  | ITF Women's Circuit Taizhou 2003 Taizhou, Cina Cemento $25,000                           |            |           |               |                  |
| 7 luglio  | ITF Women's Circuit Taizhou 2003 Taizhou, Cina Cemento $25,000                           |            |           |               |                  |
| 7 luglio  | Odlum Brown Vancouver Open 2003 Vancouver, Canada Cemento $25,000                        |            |           |               |                  |
| 7 luglio  | Odlum Brown Vancouver Open 2003 Vancouver, Canada Cemento $25,000                        |            |           |               |                  |
| 7 luglio  | ITF Women's Circuit Puerto Ordaz 2003 Puerto Ordaz, Venezuela Cemento $10,000            |            |           |               |                  |
| 7 luglio  | ITF Women's Circuit Puerto Ordaz 2003 Puerto Ordaz, Venezuela Cemento $10,000            |            |           |               |                  |
| 14 luglio | ITF Women's Circuit Oyster Bay 2003 Oyster Bay, USA Cemento $50,000                      |            |           |               |                  |
| 14 luglio | ITF Women's Circuit Oyster Bay 2003 Oyster Bay, USA Cemento $50,000                      |            |           |               |                  |
| 14 luglio | ITF Women's Circuit Changsha 2003 Changsha, Cina Cemento $50,000                         |            |           |               |                  |
| 14 luglio | ITF Women's Circuit Changsha 2003 Changsha, Cina Cemento $50,000                         |            |           |               |                  |
| 14 luglio | Memorial Eugenio Fontana 2003 Modena, Italia Terra rossa $50,000                         |            |           |               |                  |
| 14 luglio | Memorial Eugenio Fontana 2003 Modena, Italia Terra rossa $50,000                         |            |           |               |                  |
| 14 luglio | Open International du Touquet 2003 Le Touquet, Francia Terra rossa $10,000               |            |           |               |                  |
| 14 luglio | Open International du Touquet 2003 Le Touquet, Francia Terra rossa $10,000               |            |           |               |                  |
| 14 luglio | Iris Ladies Trophy 2003 Bruxelles, Belgio Terra rossa $10,000                            |            |           |               |                  |
| 14 luglio | Iris Ladies Trophy 2003 Bruxelles, Belgio Terra rossa $10,000                            |            |           |               |                  |
| 14 luglio | Orterer Cup 2003 Garching bei München, Germania Terra rossa $25,000                      |            |           |               |                  |
| 14 luglio | Orterer Cup 2003 Garching bei München, Germania Terra rossa $25,000                      |            |           |               |                  |
| 14 luglio | Monteroni International 2003 Monteroni d'Arbia, Italia Terra rossa $10,000               |            |           |               |                  |
| 14 luglio | Monteroni International 2003 Monteroni d'Arbia, Italia Terra rossa $10,000               |            |           |               |                  |
| 14 luglio | Ciudad de Valladolid 2003 Valladolid, Spagna Cemento $25,000                             |            |           |               |                  |
| 14 luglio | Ciudad de Valladolid 2003 Valladolid, Spagna Cemento $25,000                             |            |           |               |                  |
| 14 luglio | ITF Women's Circuit Puerto Ordaz 2003 Puerto Ordaz, Venezuela Cemento $10,000            |            |           |               |                  |
| 14 luglio | ITF Women's Circuit Puerto Ordaz 2003 Puerto Ordaz, Venezuela Cemento $10,000            |            |           |               |                  |
| 14 luglio | ITF Women's Circuit Baltimore 2003 Baltimora, USA Cemento $10,000                        |            |           |               |                  |
| 14 luglio | ITF Women's Circuit Baltimore 2003 Baltimora, USA Cemento $10,000                        |            |           |               |                  |
| 14 luglio | Credicard Citi Mastercard Tennis Cup 2003 Campos do Jordão, Brasile Cemento $25,000      |            |           |               |                  |
| 14 luglio | Credicard Citi Mastercard Tennis Cup 2003 Campos do Jordão, Brasile Cemento $25,000      |            |           |               |                  |
| 21 luglio | Women's Hospital Classic 2003 Evansville, USA Cemento $10,000                            |            |           |               |                  |
| 21 luglio | Women's Hospital Classic 2003 Evansville, USA Cemento $10,000                            |            |           |               |                  |
| 21 luglio | BMW AHG Cup 2003 Horb am Neckar, Germania Terra rossa $10,000                            |            |           |               |                  |
| 21 luglio | BMW AHG Cup 2003 Horb am Neckar, Germania Terra rossa $10,000                            |            |           |               |                  |
| 21 luglio | Innsbruck Open 2003 Innsbruck, Austria Terra rossa $50,000                               |            |           |               |                  |
| 21 luglio | Innsbruck Open 2003 Innsbruck, Austria Terra rossa $50,000                               |            |           |               |                  |
| 21 luglio | Trofeo Italo Angelini 2003 Ancona, Italia Terra rossa $10,000                            |            |           |               |                  |
| 21 luglio | Trofeo Italo Angelini 2003 Ancona, Italia Terra rossa $10,000                            |            |           |               |                  |
| 21 luglio | Fifth Third Bank Tennis Championships 2003 Lexington, USA Cemento $50,000                |            |           |               |                  |
| 21 luglio | Fifth Third Bank Tennis Championships 2003 Lexington, USA Cemento $50,000                |            |           |               |                  |
| 21 luglio | Open GDF SUEZ des Contamines-Montjoie 2003 Les Contamines, Francia Cemento $25,000       |            |           |               |                  |
| 21 luglio | Open GDF SUEZ des Contamines-Montjoie 2003 Les Contamines, Francia Cemento $25,000       |            |           |               |                  |
| 21 luglio | Torneo Internacional de Navarra 2003 Pamplona, Spagna Cemento $25,000                    |            |           |               |                  |
| 21 luglio | Torneo Internacional de Navarra 2003 Pamplona, Spagna Cemento $25,000                    |            |           |               |                  |
| 21 luglio | ITF Changwon Women's Challenger Tennis 2003 Changwon, Corea del Sud Cemento $25,000      |            |           |               |                  |
| 21 luglio | ITF Changwon Women's Challenger Tennis 2003 Changwon, Corea del Sud Cemento $25,000      |            |           |               |                  |
| 21 luglio | ITF Women's Circuit Puerto Ordaz 2003 Puerto Ordaz, Venezuela Cemento $10,000            |            |           |               |                  |
| 21 luglio | ITF Women's Circuit Puerto Ordaz 2003 Puerto Ordaz, Venezuela Cemento $10,000            |            |           |               |                  |
| 28 luglio | ITF Women's Circuit Louisville 2003 Louisville, USA Cemento $50,000                      |            |           |               |                  |
| 28 luglio | ITF Women's Circuit Louisville 2003 Louisville, USA Cemento $50,000                      |            |           |               |                  |
| 28 luglio | Yesilyurt Sport Club 2003 Istanbul, Turchia Cemento $10,000                              |            |           |               |                  |
| 28 luglio | Yesilyurt Sport Club 2003 Istanbul, Turchia Cemento $10,000                              |            |           |               |                  |
| 28 luglio | Trofeo Città di Gardone Val Trompia 2003 Gardone Val Trompia, Italia Terra rossa $10,000 |            |           |               |                  |
| 28 luglio | Trofeo Città di Gardone Val Trompia 2003 Gardone Val Trompia, Italia Terra rossa $10,000 |            |           |               |                  |
| 28 luglio | ITF Roller Open 2003 Pétange, Lussemburgo Terra rossa $10,000                            |            |           |               |                  |
| 28 luglio | ITF Roller Open 2003 Pétange, Lussemburgo Terra rossa $10,000                            |            |           |               |                  |
| 28 luglio | Knoll Open 2003 Bad Saulgau, Germania Terra rossa $10,000                                |            |           |               |                  |
| 28 luglio | Knoll Open 2003 Bad Saulgau, Germania Terra rossa $10,000                                |            |           |               |                  |
| 28 luglio | Ciudad de Pontevedra 2003 Pontevedra, Spagna Cemento $10,000                             |            |           |               |                  |
| 28 luglio | Ciudad de Pontevedra 2003 Pontevedra, Spagna Cemento $10,000                             |            |           |               |                  |
| 28 luglio | ITF Women's Circuit Harrisonburg 2003 Harrisonburg, USA Cemento $10,000                  |            |           |               |                  |
| 28 luglio | ITF Women's Circuit Harrisonburg 2003 Harrisonburg, USA Cemento $10,000                  |            |           |               |                  |
| 28 luglio | ITF Women's Circuit Manta 2003 Manta, Ecuador Cemento $10,000                            |            |           |               |                  |
| 28 luglio | ITF Women's Circuit Manta 2003 Manta, Ecuador Cemento $10,000                            |            |           |               |                  |
| 28 luglio | Ellesse Ladies Irish Open 2003 Dublino, Irlanda Sintetico $10,000                        |            |           |               |                  |
| 28 luglio | Ellesse Ladies Irish Open 2003 Dublino, Irlanda Sintetico $10,000                        |            |           |               |                  |

## Agosto
| Settimana | Torneo                                                                                         | Vincitrice | Finalista | Semifinaliste | Quarti di finale |
| --------- | ---------------------------------------------------------------------------------------------- | ---------- | --------- | ------------- | ---------------- |
| 4 agosto  | AEGON Pro Series Wrexham 2003 Wrexham, Gran Bretagna Cemento $10,000                           |            |           |               |                  |
| 4 agosto  | AEGON Pro Series Wrexham 2003 Wrexham, Gran Bretagna Cemento $10,000                           |            |           |               |                  |
| 4 agosto  | Rebecq Ladiez Trophy 2003 Rebecq, Belgio Terra rossa $10,000                                   |            |           |               |                  |
| 4 agosto  | Rebecq Ladiez Trophy 2003 Rebecq, Belgio Terra rossa $10,000                                   |            |           |               |                  |
| 4 agosto  | International Country Cuneo 2003 Cuneo, Italia Terra rossa $50,000                             |            |           |               |                  |
| 4 agosto  | International Country Cuneo 2003 Cuneo, Italia Terra rossa $50,000                             |            |           |               |                  |
| 4 agosto  | Hechingen Ladies Open 2003 Hechingen, Germania Terra rossa $25,000                             |            |           |               |                  |
| 4 agosto  | Hechingen Ladies Open 2003 Hechingen, Germania Terra rossa $25,000                             |            |           |               |                  |
| 4 agosto  | Gdynia Cup 2003 Gdynia, Polonia Terra rossa $10,000                                            |            |           |               |                  |
| 4 agosto  | Gdynia Cup 2003 Gdynia, Polonia Terra rossa $10,000                                            |            |           |               |                  |
| 4 agosto  | ITF Women's Circuit Nonthaburi 2003 Nonthaburi, Thailandia Cemento $10,000                     |            |           |               |                  |
| 4 agosto  | ITF Women's Circuit Nonthaburi 2003 Nonthaburi, Thailandia Cemento $10,000                     |            |           |               |                  |
| 4 agosto  | Cidade de Vigo 2003 Vigo, Spagna Cemento $10,000                                               |            |           |               |                  |
| 4 agosto  | Cidade de Vigo 2003 Vigo, Spagna Cemento $10,000                                               |            |           |               |                  |
| 11 agosto | EmblemHealth Bronx Open 2003 Bronx, USA Cemento $50,000                                        |            |           |               |                  |
| 11 agosto | EmblemHealth Bronx Open 2003 Bronx, USA Cemento $50,000                                        |            |           |               |                  |
| 11 agosto | AEGON Pro Series Cumberland 2003 Londra, Gran Bretagna Cemento $10,000                         |            |           |               |                  |
| 11 agosto | AEGON Pro Series Cumberland 2003 Londra, Gran Bretagna Cemento $10,000                         |            |           |               |                  |
| 11 agosto | Internazionali di Puglia Trofeo Tecnoceramiche 2003 Martina Franca, Italia Terra rossa $25,000 |            |           |               |                  |
| 11 agosto | Internazionali di Puglia Trofeo Tecnoceramiche 2003 Martina Franca, Italia Terra rossa $25,000 |            |           |               |                  |
| 11 agosto | Oulu Ladies 2003 Oulu, Finlandia Terra rossa $10,000                                           |            |           |               |                  |
| 11 agosto | Oulu Ladies 2003 Oulu, Finlandia Terra rossa $10,000                                           |            |           |               |                  |
| 11 agosto | Flanders Ladies Trophy Koksijde 2003 Koksijde, Belgio Terra rossa $10,000                      |            |           |               |                  |
| 11 agosto | Flanders Ladies Trophy Koksijde 2003 Koksijde, Belgio Terra rossa $10,000                      |            |           |               |                  |
| 11 agosto | BRD Women's Cup 2003 Bucarest, Romania Terra rossa $10,000                                     |            |           |               |                  |
| 11 agosto | BRD Women's Cup 2003 Bucarest, Romania Terra rossa $10,000                                     |            |           |               |                  |
| 11 agosto | Governor's Cup Lagos 2003 Lagos, Nigeria Cemento $10,000                                       |            |           |               |                  |
| 11 agosto | Governor's Cup Lagos 2003 Lagos, Nigeria Cemento $10,000                                       |            |           |               |                  |
| 11 agosto | ITF Women's Circuit Nakhon Ratchasima 2003 Nakhon Ratchasima, Thailandia Cemento $10,000       |            |           |               |                  |
| 11 agosto | ITF Women's Circuit Nakhon Ratchasima 2003 Nakhon Ratchasima, Thailandia Cemento $10,000       |            |           |               |                  |
| 18 agosto | Governor's Cup Lagos 2003 Lagos, Nigeria Cemento $10,000                                       |            |           |               |                  |
| 18 agosto | Governor's Cup Lagos 2003 Lagos, Nigeria Cemento $10,000                                       |            |           |               |                  |
| 18 agosto | BRD Groupe Societe Generale 2003 Bucarest, Romania Terra rossa $10,000                         |            |           |               |                  |
| 18 agosto | BRD Groupe Societe Generale 2003 Bucarest, Romania Terra rossa $10,000                         |            |           |               |                  |
| 18 agosto | Kedzierzyn Kozle Cup 2003 Kędzierzyn-Koźle, Polonia Terra rossa $10,000                        |            |           |               |                  |
| 18 agosto | Kedzierzyn Kozle Cup 2003 Kędzierzyn-Koźle, Polonia Terra rossa $10,000                        |            |           |               |                  |
| 18 agosto | Torneo Internazionale Femminile Città di Sezze 2003 Sezze, Italia Terra rossa $10,000          |            |           |               |                  |
| 18 agosto | Torneo Internazionale Femminile Città di Sezze 2003 Sezze, Italia Terra rossa $10,000          |            |           |               |                  |
| 18 agosto | San Marino Open 2003 Città di San Marino, San Marino Terra rossa $10,000                       |            |           |               |                  |
| 18 agosto | San Marino Open 2003 Città di San Marino, San Marino Terra rossa $10,000                       |            |           |               |                  |
| 18 agosto | Copa Club The Strongest 2003 La Paz, Bolivia Terra rossa $10,000                               |            |           |               |                  |
| 18 agosto | Copa Club The Strongest 2003 La Paz, Bolivia Terra rossa $10,000                               |            |           |               |                  |
| 18 agosto | ITF Women's Circuit Colombo 2003 Colombo, Sri Lanka Terra rossa $10,000                        |            |           |               |                  |
| 18 agosto | ITF Women's Circuit Colombo 2003 Colombo, Sri Lanka Terra rossa $10,000                        |            |           |               |                  |
| 18 agosto | Twents Open 2003 Enschede, Paesi Bassi Terra rossa $10,000                                     |            |           |               |                  |
| 18 agosto | Twents Open 2003 Enschede, Paesi Bassi Terra rossa $10,000                                     |            |           |               |                  |
| 18 agosto | Xenia Athens Open 2003 Atene, Grecia Terra rossa $10,000                                       |            |           |               |                  |
| 18 agosto | Xenia Athens Open 2003 Atene, Grecia Terra rossa $10,000                                       |            |           |               |                  |
| 18 agosto | Westend Ladies Tennis Cup 2003 Westende, Belgio Cemento $10,000                                |            |           |               |                  |
| 18 agosto | Westend Ladies Tennis Cup 2003 Westende, Belgio Cemento $10,000                                |            |           |               |                  |
| 25 agosto | Coimbra University Ladies Open 2003 Coimbra, Portogallo Cemento $10,000                        |            |           |               |                  |
| 25 agosto | Coimbra University Ladies Open 2003 Coimbra, Portogallo Cemento $10,000                        |            |           |               |                  |
| 25 agosto | Ceisa Cup 2003 Rimini, Italia Terra rossa $25,000                                              |            |           |               |                  |
| 25 agosto | Ceisa Cup 2003 Rimini, Italia Terra rossa $25,000                                              |            |           |               |                  |
| 25 agosto | TEAN International 2003 Alphen aan den Rijn, Paesi Bassi Terra rossa $10,000                   |            |           |               |                  |
| 25 agosto | TEAN International 2003 Alphen aan den Rijn, Paesi Bassi Terra rossa $10,000                   |            |           |               |                  |
| 25 agosto | Bielefeld Open 2003 Bielefeld, Germania Terra rossa $10,000                                    |            |           |               |                  |
| 25 agosto | Bielefeld Open 2003 Bielefeld, Germania Terra rossa $10,000                                    |            |           |               |                  |
| 25 agosto | ITF Women's Circuit Parana 2003 Paraná, Argentina Terra rossa $10,000                          |            |           |               |                  |
| 25 agosto | ITF Women's Circuit Parana 2003 Paraná, Argentina Terra rossa $10,000                          |            |           |               |                  |
| 25 agosto | Infond Open 2003 Maribor, Slovenia Terra rossa $10,000                                         |            |           |               |                  |
| 25 agosto | Infond Open 2003 Maribor, Slovenia Terra rossa $10,000                                         |            |           |               |                  |
| 25 agosto | Nastase Trophy Timisoara 2003 Timișoara, Romania Terra rossa $10,000                           |            |           |               |                  |
| 25 agosto | Nastase Trophy Timisoara 2003 Timișoara, Romania Terra rossa $10,000                           |            |           |               |                  |

## Settembre
| Settimana    | Torneo                                                                                           | Vincitrice | Finalista | Semifinaliste | Quarti di finale |
| ------------ | ------------------------------------------------------------------------------------------------ | ---------- | --------- | ------------- | ---------------- |
| 1º settembre | Trofeu Ciutat De Mollerussa 2003 Mollerusa, Spagna Cemento $10,000                               |            |           |               |                  |
| 1º settembre | Trofeu Ciutat De Mollerussa 2003 Mollerusa, Spagna Cemento $10,000                               |            |           |               |                  |
| 1º settembre | Open GDF SUEZ de la Porte du Hainaut 2003 Denain, Francia Terra rossa $75,000                    |            |           |               |                  |
| 1º settembre | Open GDF SUEZ de la Porte du Hainaut 2003 Denain, Francia Terra rossa $75,000                    |            |           |               |                  |
| 1º settembre | Internazionali Città di Fano 2003 Fano, Italia Terra rossa $50,000                               |            |           |               |                  |
| 1º settembre | Internazionali Città di Fano 2003 Fano, Italia Terra rossa $50,000                               |            |           |               |                  |
| 1º settembre | Save Cup 2003 Mestre, Italia Terra rossa $10,000                                                 |            |           |               |                  |
| 1º settembre | Save Cup 2003 Mestre, Italia Terra rossa $10,000                                                 |            |           |               |                  |
| 1º settembre | Moscovia Cup 2003 Žukovskij, Russia Terra rossa $25,000                                          |            |           |               |                  |
| 1º settembre | Moscovia Cup 2003 Žukovskij, Russia Terra rossa $25,000                                          |            |           |               |                  |
| 1º settembre | ITF Women's Circuit Trencianske Teplice 2003 Trenčianske Teplice, Slovacchia Terra rossa $10,000 |            |           |               |                  |
| 1º settembre | ITF Women's Circuit Trencianske Teplice 2003 Trenčianske Teplice, Slovacchia Terra rossa $10,000 |            |           |               |                  |
| 1º settembre | ITF Women's Circuit Asuncion 2003 Asunción, Paraguay Terra rossa $10,000                         |            |           |               |                  |
| 1º settembre | ITF Women's Circuit Asuncion 2003 Asunción, Paraguay Terra rossa $10,000                         |            |           |               |                  |
| 1º settembre | ITF Women's Circuit New Delhi 2003 Nuova Delhi, India Erba $10,000                               |            |           |               |                  |
| 1º settembre | ITF Women's Circuit New Delhi 2003 Nuova Delhi, India Erba $10,000                               |            |           |               |                  |
| 1º settembre | ITF Women's Circuit Ben Aknoun 2003 Ben Aknoun, Algeria Terra rossa $10,000                      |            |           |               |                  |
| 1º settembre | ITF Women's Circuit Ben Aknoun 2003 Ben Aknoun, Algeria Terra rossa $10,000                      |            |           |               |                  |
| 1º settembre | ITF Women's Circuit Chennai 2003 Chennai, India Cemento $10,000                                  |            |           |               |                  |
| 1º settembre | ITF Women's Circuit Chennai 2003 Chennai, India Cemento $10,000                                  |            |           |               |                  |
| 8 settembre  | ITF Women's Circuit Peachtree City 2003 Peachtree City, USA Cemento $25,000                      |            |           |               |                  |
| 8 settembre  | ITF Women's Circuit Peachtree City 2003 Peachtree City, USA Cemento $25,000                      |            |           |               |                  |
| 8 settembre  | Torneo Internacional Ciudad de Alcorcón 2003 Madrid, Spagna Cemento $10,000                      |            |           |               |                  |
| 8 settembre  | Torneo Internacional Ciudad de Alcorcón 2003 Madrid, Spagna Cemento $10,000                      |            |           |               |                  |
| 8 settembre  | ITF Women's Circuit Tlemcen 2003 Tlemcen, Algeria Terra rossa $10,000                            |            |           |               |                  |
| 8 settembre  | ITF Women's Circuit Tlemcen 2003 Tlemcen, Algeria Terra rossa $10,000                            |            |           |               |                  |
| 8 settembre  | QNet ITF Open 2003 Bangalore, India Erba $10,000                                                 |            |           |               |                  |
| 8 settembre  | QNet ITF Open 2003 Bangalore, India Erba $10,000                                                 |            |           |               |                  |
| 8 settembre  | Trofeo Viva 2003 Torino, Italia Terra rossa $25,000                                              |            |           |               |                  |
| 8 settembre  | Trofeo Viva 2003 Torino, Italia Terra rossa $25,000                                              |            |           |               |                  |
| 8 settembre  | Saris Cup Presov 2003 Prešov, Slovacchia Terra rossa $10,000                                     |            |           |               |                  |
| 8 settembre  | Saris Cup Presov 2003 Prešov, Slovacchia Terra rossa $10,000                                     |            |           |               |                  |
| 8 settembre  | Città di Spoleto 2003 Spoleto, Italia Terra rossa $10,000                                        |            |           |               |                  |
| 8 settembre  | Città di Spoleto 2003 Spoleto, Italia Terra rossa $10,000                                        |            |           |               |                  |
| 8 settembre  | Open GDF Bordeaux 2003 Bordeaux, Francia Terra rossa $75,000+H                                   |            |           |               |                  |
| 8 settembre  | Open GDF Bordeaux 2003 Bordeaux, Francia Terra rossa $75,000+H                                   |            |           |               |                  |
| 8 settembre  | ITF Women's Circuit Luxembourg 2003 Lussemburgo, Lussemburgo Terra rossa $25,000                 |            |           |               |                  |
| 8 settembre  | ITF Women's Circuit Luxembourg 2003 Lussemburgo, Lussemburgo Terra rossa $25,000                 |            |           |               |                  |
| 8 settembre  | ITF Women's Circuit Santiago 2003 Santiago, Cile Terra rossa $10,000                             |            |           |               |                  |
| 8 settembre  | ITF Women's Circuit Santiago 2003 Santiago, Cile Terra rossa $10,000                             |            |           |               |                  |
| 8 settembre  | Open GDF SUEZ de la Porte du Hainaut 2003 Denain, Francia Terra rossa $75,000                    |            |           |               |                  |
| 8 settembre  | Open GDF SUEZ de la Porte du Hainaut 2003 Denain, Francia Terra rossa $75,000                    |            |           |               |                  |
| 15 settembre | ITF Women's Circuit Columbus 2003 Columbus, USA Cemento $50,000                                  |            |           |               |                  |
| 15 settembre | ITF Women's Circuit Columbus 2003 Columbus, USA Cemento $50,000                                  |            |           |               |                  |
| 15 settembre | AEGON Pro Series Sunderland 2003 Sunderland, Gran Bretagna Cemento $10,000                       |            |           |               |                  |
| 15 settembre | AEGON Pro Series Sunderland 2003 Sunderland, Gran Bretagna Cemento $10,000                       |            |           |               |                  |
| 15 settembre | Open GDF Bordeaux 2003 Bordeaux, Francia Terra rossa $75,000+H                                   |            |           |               |                  |
| 15 settembre | Open GDF Bordeaux 2003 Bordeaux, Francia Terra rossa $75,000+H                                   |            |           |               |                  |
| 15 settembre | Torneo Internazionale Regione Piemonte 2003 Biella, Italia Terra rossa $50,000                   |            |           |               |                  |
| 15 settembre | Torneo Internazionale Regione Piemonte 2003 Biella, Italia Terra rossa $50,000                   |            |           |               |                  |
| 15 settembre | Tbilisi Open 2003 Tbilisi, Georgia Terra rossa $25,000                                           |            |           |               |                  |
| 15 settembre | Tbilisi Open 2003 Tbilisi, Georgia Terra rossa $25,000                                           |            |           |               |                  |
| 15 settembre | Trofeo Gioielleria Ferretti 2003 Chieti, Italia Terra rossa $10,000                              |            |           |               |                  |
| 15 settembre | Trofeo Gioielleria Ferretti 2003 Chieti, Italia Terra rossa $10,000                              |            |           |               |                  |
| 15 settembre | ITF Women's Circuit Sidi Fredj 2003 Sidi Fredj, Algeria Terra rossa $10,000                      |            |           |               |                  |
| 15 settembre | ITF Women's Circuit Sidi Fredj 2003 Sidi Fredj, Algeria Terra rossa $10,000                      |            |           |               |                  |
| 15 settembre | Trofeig Ana Huidobro 2003 Lleida, Spagna Terra rossa $10,000                                     |            |           |               |                  |
| 15 settembre | Trofeig Ana Huidobro 2003 Lleida, Spagna Terra rossa $10,000                                     |            |           |               |                  |
| 15 settembre | Allianz Cup 2003 Sofia, Bulgaria Terra rossa $25,000                                             |            |           |               |                  |
| 15 settembre | Allianz Cup 2003 Sofia, Bulgaria Terra rossa $25,000                                             |            |           |               |                  |
| 22 settembre | Coleman Vision Tennis Championships 2003 Albuquerque, USA Cemento $75,000                        |            |           |               |                  |
| 22 settembre | Coleman Vision Tennis Championships 2003 Albuquerque, USA Cemento $75,000                        |            |           |               |                  |
| 22 settembre | Batumi Open 2003 Batumi, Georgia Cemento $75,000                                                 |            |           |               |                  |
| 22 settembre | Batumi Open 2003 Batumi, Georgia Cemento $75,000                                                 |            |           |               |                  |
| 22 settembre | AEGON Pro Series Glasgow 2003 Glasgow, Gran Bretagna Cemento $25,000                             |            |           |               |                  |
| 22 settembre | AEGON Pro Series Glasgow 2003 Glasgow, Gran Bretagna Cemento $25,000                             |            |           |               |                  |
| 22 settembre | Torneo Internazionale Regione Piemonte 2003 Biella, Italia Terra rossa $50,000                   |            |           |               |                  |
| 22 settembre | Torneo Internazionale Regione Piemonte 2003 Biella, Italia Terra rossa $50,000                   |            |           |               |                  |
| 22 settembre | Trofeo Ayuntamiento de Murcia 2003 Murcia, Spagna Terra rossa $10,000                            |            |           |               |                  |
| 22 settembre | Trofeo Ayuntamiento de Murcia 2003 Murcia, Spagna Terra rossa $10,000                            |            |           |               |                  |
| 22 settembre | Ciampino Open 2003 Ciampino, Italia Terra rossa $10,000                                          |            |           |               |                  |
| 22 settembre | Ciampino Open 2003 Ciampino, Italia Terra rossa $10,000                                          |            |           |               |                  |
| 22 settembre | ITF Women's Circuit Aguascalientes 2003 Aguascalientes, Messico Terra rossa $10,000              |            |           |               |                  |
| 22 settembre | ITF Women's Circuit Aguascalientes 2003 Aguascalientes, Messico Terra rossa $10,000              |            |           |               |                  |
| 22 settembre | RBC Bank Women's Challenger 2003 Raleigh, USA Terra rossa $25,000                                |            |           |               |                  |
| 22 settembre | RBC Bank Women's Challenger 2003 Raleigh, USA Terra rossa $25,000                                |            |           |               |                  |
| 22 settembre | Jounieh Open 2003 Jounieh, Libano Terra rossa $25,000                                            |            |           |               |                  |
| 22 settembre | Jounieh Open 2003 Jounieh, Libano Terra rossa $25,000                                            |            |           |               |                  |
| 22 settembre | ITF Women's Circuit Hiroshima 2003 Hiroshima, Giappone Erba $10,000                              |            |           |               |                  |
| 22 settembre | ITF Women's Circuit Hiroshima 2003 Hiroshima, Giappone Erba $10,000                              |            |           |               |                  |
| 22 settembre | Trofeig Ana Huidobro 2003 Lleida, Spagna Terra rossa $10,000                                     |            |           |               |                  |
| 22 settembre | Trofeig Ana Huidobro 2003 Lleida, Spagna Terra rossa $10,000                                     |            |           |               |                  |
| 22 settembre | ITF Women's Circuit San Salvador 2003 San Salvador, El Salvador Terra rossa $10,000              |            |           |               |                  |
| 22 settembre | ITF Women's Circuit San Salvador 2003 San Salvador, El Salvador Terra rossa $10,000              |            |           |               |                  |
| 22 settembre | Magnisia Cup 2003 Volo, Grecia Sintetico $10,000                                                 |            |           |               |                  |
| 22 settembre | Magnisia Cup 2003 Volo, Grecia Sintetico $10,000                                                 |            |           |               |                  |
| 29 settembre | Garuda Indonesia Championships Jakarta 2003 Giacarta, Indonesia Cemento $10,000                  |            |           |               |                  |
| 29 settembre | Garuda Indonesia Championships Jakarta 2003 Giacarta, Indonesia Cemento $10,000                  |            |           |               |                  |
| 29 settembre | USTA Tennis Classic of Troy 2003 Troy, USA Cemento $50,000                                       |            |           |               |                  |
| 29 settembre | USTA Tennis Classic of Troy 2003 Troy, USA Cemento $50,000                                       |            |           |               |                  |
| 29 settembre | ITF Women's Circuit Santo Domingo 2003 Santo Domingo, Repubblica Dominicana Cemento $10,000      |            |           |               |                  |
| 29 settembre | ITF Women's Circuit Santo Domingo 2003 Santo Domingo, Repubblica Dominicana Cemento $10,000      |            |           |               |                  |
| 29 settembre | Open Catalunya 2003 Gerona, Spagna Terra rossa $50,000                                           |            |           |               |                  |
| 29 settembre | Open Catalunya 2003 Gerona, Spagna Terra rossa $50,000                                           |            |           |               |                  |
| 29 settembre | Torneo Tennis Club Caserta 2003 Caserta, Italia Terra rossa $25,000                              |            |           |               |                  |
| 29 settembre | Torneo Tennis Club Caserta 2003 Caserta, Italia Terra rossa $25,000                              |            |           |               |                  |
| 29 settembre | ITF Women's Circuit Greenville 2003 Greenville, USA Terra rossa $25,000                          |            |           |               |                  |
| 29 settembre | ITF Women's Circuit Greenville 2003 Greenville, USA Terra rossa $25,000                          |            |           |               |                  |
| 29 settembre | ITF Women's Circuit Trencianske Teplice 2003 Trenčianske Teplice, Slovacchia Terra rossa $10,000 |            |           |               |                  |
| 29 settembre | ITF Women's Circuit Trencianske Teplice 2003 Trenčianske Teplice, Slovacchia Terra rossa $10,000 |            |           |               |                  |
| 29 settembre | ITF Women's Circuit Guadalajara 2003 Guadalajara, Messico Terra rossa $10,000                    |            |           |               |                  |
| 29 settembre | ITF Women's Circuit Guadalajara 2003 Guadalajara, Messico Terra rossa $10,000                    |            |           |               |                  |
| 29 settembre | Porto Open 2003 Porto, Portogallo Terra rossa $25,000                                            |            |           |               |                  |
| 29 settembre | Porto Open 2003 Porto, Portogallo Terra rossa $25,000                                            |            |           |               |                  |

## Ottobre
| Settimana  | Torneo                                                                                      | Vincitrice | Finalista | Semifinaliste | Quarti di finale |
| ---------- | ------------------------------------------------------------------------------------------- | ---------- | --------- | ------------- | ---------------- |
| 6 ottobre  | The Jersey International 2003 Jersey, Gran Bretagna Cemento $25,000                         |            |           |               |                  |
| 6 ottobre  | The Jersey International 2003 Jersey, Gran Bretagna Cemento $25,000                         |            |           |               |                  |
| 6 ottobre  | Garuda Indonesia Championships Jakarta 2003 Giacarta, Indonesia Cemento $10,000             |            |           |               |                  |
| 6 ottobre  | Garuda Indonesia Championships Jakarta 2003 Giacarta, Indonesia Cemento $10,000             |            |           |               |                  |
| 6 ottobre  | Open GDF SUEZ Nantes Atlantique 2003 Nantes, Francia Cemento $10,000                        |            |           |               |                  |
| 6 ottobre  | Open GDF SUEZ Nantes Atlantique 2003 Nantes, Francia Cemento $10,000                        |            |           |               |                  |
| 6 ottobre  | ITF Women's Circuit San Salvador 2003 San Salvador, El Salvador Terra rossa $10,000         |            |           |               |                  |
| 6 ottobre  | ITF Women's Circuit San Salvador 2003 San Salvador, El Salvador Terra rossa $10,000         |            |           |               |                  |
| 6 ottobre  | Latina Women's Cup 2003 Latina, Italia Terra rossa $50,000                                  |            |           |               |                  |
| 6 ottobre  | Latina Women's Cup 2003 Latina, Italia Terra rossa $50,000                                  |            |           |               |                  |
| 6 ottobre  | ITF Women's Circuit Juarez 2003 Ciudad Juárez, Messico Terra rossa $50,000                  |            |           |               |                  |
| 6 ottobre  | ITF Women's Circuit Juarez 2003 Ciudad Juárez, Messico Terra rossa $50,000                  |            |           |               |                  |
| 6 ottobre  | ITF Women's Circuit Lafayette 2003 Lafayette, USA Terra rossa $25,000                       |            |           |               |                  |
| 6 ottobre  | ITF Women's Circuit Lafayette 2003 Lafayette, USA Terra rossa $25,000                       |            |           |               |                  |
| 6 ottobre  | Trofeo Martino 2003 Bari, Italia Terra rossa $10,000                                        |            |           |               |                  |
| 6 ottobre  | Trofeo Martino 2003 Bari, Italia Terra rossa $10,000                                        |            |           |               |                  |
| 6 ottobre  | Cascais Ladies Open 2003 Carcavelos, Portogallo Terra rossa $10,000                         |            |           |               |                  |
| 6 ottobre  | Cascais Ladies Open 2003 Carcavelos, Portogallo Terra rossa $10,000                         |            |           |               |                  |
| 13 ottobre | ITF Women's Circuit Santo Domingo 2003 Santo Domingo, Repubblica Dominicana Cemento $10,000 |            |           |               |                  |
| 13 ottobre | ITF Women's Circuit Santo Domingo 2003 Santo Domingo, Repubblica Dominicana Cemento $10,000 |            |           |               |                  |
| 13 ottobre | Al Habtoor Future Challenge 2003 Dubai, Emirati Arabi Uniti Cemento $75,000                 |            |           |               |                  |
| 13 ottobre | Al Habtoor Future Challenge 2003 Dubai, Emirati Arabi Uniti Cemento $75,000                 |            |           |               |                  |
| 13 ottobre | ITF Women's Circuit Sedona 2003 Sedona, USA Cemento $50,000                                 |            |           |               |                  |
| 13 ottobre | ITF Women's Circuit Sedona 2003 Sedona, USA Cemento $50,000                                 |            |           |               |                  |
| 13 ottobre | Eteiron Cup 2003 Castel Gandolfo, Italia Terra rossa $10,000                                |            |           |               |                  |
| 13 ottobre | Eteiron Cup 2003 Castel Gandolfo, Italia Terra rossa $10,000                                |            |           |               |                  |
| 13 ottobre | Carcavelos Ladies Open 2003 Carcavelos, Portogallo Terra rossa $10,000                      |            |           |               |                  |
| 13 ottobre | Carcavelos Ladies Open 2003 Carcavelos, Portogallo Terra rossa $10,000                      |            |           |               |                  |
| 13 ottobre | ITF Women's Circuit Mackay 2003 Mackay, Australia Cemento $25,000                           |            |           |               |                  |
| 13 ottobre | ITF Women's Circuit Mackay 2003 Mackay, Australia Cemento $25,000                           |            |           |               |                  |
| 13 ottobre | Open GDF Suez de Touraine 2003 Joué-lès-Tours, Francia Cemento $25,000                      |            |           |               |                  |
| 13 ottobre | Open GDF Suez de Touraine 2003 Joué-lès-Tours, Francia Cemento $25,000                      |            |           |               |                  |
| 13 ottobre | ITF Women's Circuit Haibara 2003 Haibara, Giappone Sintetico $25,000                        |            |           |               |                  |
| 13 ottobre | ITF Women's Circuit Haibara 2003 Haibara, Giappone Sintetico $25,000                        |            |           |               |                  |
| 13 ottobre | Plzen Cup 2003 Plzeň, Repubblica Ceca Sintetico $10,000                                     |            |           |               |                  |
| 13 ottobre | Plzen Cup 2003 Plzeň, Repubblica Ceca Sintetico $10,000                                     |            |           |               |                  |
| 13 ottobre | AEGON Pro Series Cardiff 2003 Cardiff, Gran Bretagna Cemento $25,000                        |            |           |               |                  |
| 13 ottobre | AEGON Pro Series Cardiff 2003 Cardiff, Gran Bretagna Cemento $25,000                        |            |           |               |                  |
| 13 ottobre | ITF Women's Circuit Messico City 2003 Città del Messico, Messico Cemento $25,000            |            |           |               |                  |
| 13 ottobre | ITF Women's Circuit Messico City 2003 Città del Messico, Messico Cemento $25,000            |            |           |               |                  |
| 20 ottobre | ITF Women's Circuit Paducah 2003 Paducah, USA Cemento $50,000                               |            |           |               |                  |
| 20 ottobre | ITF Women's Circuit Paducah 2003 Paducah, USA Cemento $50,000                               |            |           |               |                  |
| 20 ottobre | Rockhampton Tennis International 2003 Rockhampton, Australia Cemento $25,000                |            |           |               |                  |
| 20 ottobre | Rockhampton Tennis International 2003 Rockhampton, Australia Cemento $25,000                |            |           |               |                  |
| 20 ottobre | Hart Open 2003 Opole, Polonia Sintetico $25,000                                             |            |           |               |                  |
| 20 ottobre | Hart Open 2003 Opole, Polonia Sintetico $25,000                                             |            |           |               |                  |
| 20 ottobre | Internacionales de Andalucía Femeninos 2003 Siviglia, Spagna Terra rossa $10,000            |            |           |               |                  |
| 20 ottobre | Internacionales de Andalucía Femeninos 2003 Siviglia, Spagna Terra rossa $10,000            |            |           |               |                  |
| 20 ottobre | Open International de la Ville de Saint Raphael 2003 Saint-Raphaël, Francia Cemento $25,000 |            |           |               |                  |
| 20 ottobre | Open International de la Ville de Saint Raphael 2003 Saint-Raphaël, Francia Cemento $25,000 |            |           |               |                  |
| 20 ottobre | Rakuten Japan Open 2003 Tokyo, Giappone Cemento $10,000                                     |            |           |               |                  |
| 20 ottobre | Rakuten Japan Open 2003 Tokyo, Giappone Cemento $10,000                                     |            |           |               |                  |
| 20 ottobre | Governor's Cup Lagos 2003 Lagos, Nigeria Cemento $10,000                                    |            |           |               |                  |
| 20 ottobre | Governor's Cup Lagos 2003 Lagos, Nigeria Cemento $10,000                                    |            |           |               |                  |
| 20 ottobre | ITF Women's Circuit Valencia 2003 Valencia, Venezuela Cemento $10,000                       |            |           |               |                  |
| 20 ottobre | ITF Women's Circuit Valencia 2003 Valencia, Venezuela Cemento $10,000                       |            |           |               |                  |
| 27 ottobre | Internationaux Féminins de la Vienne 2003 Poitiers, Francia Cemento $50,000                 |            |           |               |                  |
| 27 ottobre | Internationaux Féminins de la Vienne 2003 Poitiers, Francia Cemento $50,000                 |            |           |               |                  |
| 27 ottobre | ITF Women's Circuit Dalby 2003 Dalby, Australia Cemento $25,000                             |            |           |               |                  |
| 27 ottobre | ITF Women's Circuit Dalby 2003 Dalby, Australia Cemento $25,000                             |            |           |               |                  |
| 27 ottobre | ITF Women's Circuit Sutama 2003 Sutama, Giappone Terra rossa $10,000                        |            |           |               |                  |
| 27 ottobre | ITF Women's Circuit Sutama 2003 Sutama, Giappone Terra rossa $10,000                        |            |           |               |                  |
| 27 ottobre | ITF Women's Circuit Obregon 2003 Ciudad Obregón, Messico Terra rossa $10,000                |            |           |               |                  |
| 27 ottobre | ITF Women's Circuit Obregon 2003 Ciudad Obregón, Messico Terra rossa $10,000                |            |           |               |                  |
| 27 ottobre | ITF Women's Circuit Nottingham 2003 Nottingham, Gran Bretagna Cemento $25,000               |            |           |               |                  |
| 27 ottobre | ITF Women's Circuit Nottingham 2003 Nottingham, Gran Bretagna Cemento $25,000               |            |           |               |                  |
| 27 ottobre | ITF Women's Circuit Beijing 2003 Pechino, Cina Cemento $25,000                              |            |           |               |                  |
| 27 ottobre | ITF Women's Circuit Beijing 2003 Pechino, Cina Cemento $25,000                              |            |           |               |                  |
| 27 ottobre | Stockholm Ladies 2003 Stoccolma, Svezia Cemento $10,000                                     |            |           |               |                  |
| 27 ottobre | Stockholm Ladies 2003 Stoccolma, Svezia Cemento $10,000                                     |            |           |               |                  |
| 27 ottobre | Ted-Firatpen Ladies Open 2003 Istanbul, Turchia Cemento $10,000                             |            |           |               |                  |
| 27 ottobre | Ted-Firatpen Ladies Open 2003 Istanbul, Turchia Cemento $10,000                             |            |           |               |                  |
| 27 ottobre | Governor's Cup Lagos 2003 Lagos, Nigeria Cemento $10,000                                    |            |           |               |                  |
| 27 ottobre | Governor's Cup Lagos 2003 Lagos, Nigeria Cemento $10,000                                    |            |           |               |                  |
| 27 ottobre | ITF Women's Circuit Caracas 2003 Caracas, Venezuela Cemento $10,000                         |            |           |               |                  |
| 27 ottobre | ITF Women's Circuit Caracas 2003 Caracas, Venezuela Cemento $10,000                         |            |           |               |                  |

## Novembre
| Settimana   | Torneo                                                                                        | Vincitrice | Finalista | Semifinaliste | Quarti di finale |
| ----------- | --------------------------------------------------------------------------------------------- | ---------- | --------- | ------------- | ---------------- |
| 3 novembre  | ITF Women's Circuit Pittsburgh 2003 Pittsburgh, USA Cemento $50,000                           |            |           |               |                  |
| 3 novembre  | ITF Women's Circuit Pittsburgh 2003 Pittsburgh, USA Cemento $50,000                           |            |           |               |                  |
| 3 novembre  | ITF Women's Circuit Los Mochis 2003 Los Mochis, Messico Terra rossa $10,000                   |            |           |               |                  |
| 3 novembre  | ITF Women's Circuit Los Mochis 2003 Los Mochis, Messico Terra rossa $10,000                   |            |           |               |                  |
| 3 novembre  | Smart ITF Women's Circuit Manila 2003 Manila, Filippine Terra rossa $10,000                   |            |           |               |                  |
| 3 novembre  | Smart ITF Women's Circuit Manila 2003 Manila, Filippine Terra rossa $10,000                   |            |           |               |                  |
| 3 novembre  | ITF Women's Circuit Villenave d'Ornon 2003 Villenave-d'Ornon, Francia Terra rossa $10,000     |            |           |               |                  |
| 3 novembre  | ITF Women's Circuit Villenave d'Ornon 2003 Villenave-d'Ornon, Francia Terra rossa $10,000     |            |           |               |                  |
| 3 novembre  | ITF Women's Circuit Taizhou 2003 Taizhou, Cina Cemento $25,000                                |            |           |               |                  |
| 3 novembre  | ITF Women's Circuit Taizhou 2003 Taizhou, Cina Cemento $25,000                                |            |           |               |                  |
| 3 novembre  | Mimas Tennis Futures 2003 Belo Horizonte, Brasile Cemento $10,000                             |            |           |               |                  |
| 3 novembre  | Mimas Tennis Futures 2003 Belo Horizonte, Brasile Cemento $10,000                             |            |           |               |                  |
| 3 novembre  | ITF Women's Circuit Mumbai 2003 Mumbai, India Cemento $25,000                                 |            |           |               |                  |
| 3 novembre  | ITF Women's Circuit Mumbai 2003 Mumbai, India Cemento $25,000                                 |            |           |               |                  |
| 10 novembre | NECC ITF Women's Tennis Tournament 2003 Pune, India Cemento $10,000                           |            |           |               |                  |
| 10 novembre | NECC ITF Women's Tennis Tournament 2003 Pune, India Cemento $10,000                           |            |           |               |                  |
| 10 novembre | Smart ITF Women's Circuit Manila 2003 Manila, Filippine Terra rossa $10,000                   |            |           |               |                  |
| 10 novembre | Smart ITF Women's Circuit Manila 2003 Manila, Filippine Terra rossa $10,000                   |            |           |               |                  |
| 10 novembre | Open de Havre 2003 Le Havre, Francia Terra rossa $10,000                                      |            |           |               |                  |
| 10 novembre | Open de Havre 2003 Le Havre, Francia Terra rossa $10,000                                      |            |           |               |                  |
| 10 novembre | Governor's Cup Lagos 2003 Lagos, Nigeria Cemento $10,000                                      |            |           |               |                  |
| 10 novembre | Governor's Cup Lagos 2003 Lagos, Nigeria Cemento $10,000                                      |            |           |               |                  |
| 10 novembre | ITF Women's Circuit Messico City 2003 Città del Messico, Messico Cemento $10,000              |            |           |               |                  |
| 10 novembre | ITF Women's Circuit Messico City 2003 Città del Messico, Messico Cemento $10,000              |            |           |               |                  |
| 10 novembre | ITF Women's Circuit Eugene 2003 Eugene, USA Cemento $50,000                                   |            |           |               |                  |
| 10 novembre | ITF Women's Circuit Eugene 2003 Eugene, USA Cemento $50,000                                   |            |           |               |                  |
| 10 novembre | Nyrstar Port Pirie Tennis International 2003 Port Pirie, Australia Cemento $25,000            |            |           |               |                  |
| 10 novembre | Nyrstar Port Pirie Tennis International 2003 Port Pirie, Australia Cemento $25,000            |            |           |               |                  |
| 10 novembre | Israel Womens Circuit 2003 Ramat HaSharon, Israele Cemento $10,000                            |            |           |               |                  |
| 10 novembre | Israel Womens Circuit 2003 Ramat HaSharon, Israele Cemento $10,000                            |            |           |               |                  |
| 17 novembre | ITF Women's Circuit Nuriootpa 2003 Nuriootpa, Australia Cemento $25,000                       |            |           |               |                  |
| 17 novembre | ITF Women's Circuit Nuriootpa 2003 Nuriootpa, Australia Cemento $25,000                       |            |           |               |                  |
| 17 novembre | Open Waterford Wedgwood 2003 Deauville, Francia Terra rossa $25,000                           |            |           |               |                  |
| 17 novembre | Open Waterford Wedgwood 2003 Deauville, Francia Terra rossa $25,000                           |            |           |               |                  |
| 17 novembre | ITF Women's Circuit Tainan 2003 Tainan, Taiwan Terra rossa $10,000                            |            |           |               |                  |
| 17 novembre | ITF Women's Circuit Tainan 2003 Tainan, Taiwan Terra rossa $10,000                            |            |           |               |                  |
| 17 novembre | Barcelona Ladies Open 2003 Barcellona, Spagna Terra rossa $10,000                             |            |           |               |                  |
| 17 novembre | Barcelona Ladies Open 2003 Barcellona, Spagna Terra rossa $10,000                             |            |           |               |                  |
| 17 novembre | ITF Women's Circuit Shenzhen 2003 Shenzhen, Cina Cemento $50,000                              |            |           |               |                  |
| 17 novembre | ITF Women's Circuit Shenzhen 2003 Shenzhen, Cina Cemento $50,000                              |            |           |               |                  |
| 17 novembre | Governor's Cup Lagos 2003 Lagos, Nigeria Cemento $10,000                                      |            |           |               |                  |
| 17 novembre | Governor's Cup Lagos 2003 Lagos, Nigeria Cemento $10,000                                      |            |           |               |                  |
| 17 novembre | Abierto Femenil de Tenis Puebla de Los Angeles 2003 Puebla, Messico Cemento $25,000           |            |           |               |                  |
| 17 novembre | Abierto Femenil de Tenis Puebla de Los Angeles 2003 Puebla, Messico Cemento $25,000           |            |           |               |                  |
| 24 novembre | ITF Women's Circuit Changsha 2003 Changsha, Cina Cemento $50,000                              |            |           |               |                  |
| 24 novembre | ITF Women's Circuit Changsha 2003 Changsha, Cina Cemento $50,000                              |            |           |               |                  |
| 24 novembre | ITF Women's Circuit Florianopolis 2003 Florianópolis, Brasile Terra rossa $10,000             |            |           |               |                  |
| 24 novembre | ITF Women's Circuit Florianopolis 2003 Florianópolis, Brasile Terra rossa $10,000             |            |           |               |                  |
| 24 novembre | City of Mount Gambier Blue Lake Women's Classic 2003 Mount Gambier, Australia Cemento $25,000 |            |           |               |                  |
| 24 novembre | City of Mount Gambier Blue Lake Women's Classic 2003 Mount Gambier, Australia Cemento $25,000 |            |           |               |                  |
| 24 novembre | Zentiva Czech Open 2003 Průhonice, Repubblica Ceca Sintetico $25,000                          |            |           |               |                  |
| 24 novembre | Zentiva Czech Open 2003 Průhonice, Repubblica Ceca Sintetico $25,000                          |            |           |               |                  |
| 24 novembre | Marjorie Sherman Circuit 2003 Haifa, Israele Cemento $10,000                                  |            |           |               |                  |
| 24 novembre | Marjorie Sherman Circuit 2003 Haifa, Israele Cemento $10,000                                  |            |           |               |                  |

## Dicembre
| Settimana   | Torneo                                                                                  | Vincitrice | Finalista | Semifinaliste | Quarti di finale |
| ----------- | --------------------------------------------------------------------------------------- | ---------- | --------- | ------------- | ---------------- |
| 1º dicembre | ITF Women's Circuit Nonthaburi 2003 Nonthaburi, Thailandia Cemento $25,000              |            |           |               |                  |
| 1º dicembre | ITF Women's Circuit Nonthaburi 2003 Nonthaburi, Thailandia Cemento $25,000              |            |           |               |                  |
| 1º dicembre | ITF Women's Circuit Cairo 4 2003 Il Cairo, Egitto Terra rossa $10,000                   |            |           |               |                  |
| 1º dicembre | ITF Women's Circuit Cairo 4 2003 Il Cairo, Egitto Terra rossa $10,000                   |            |           |               |                  |
| 1º dicembre | ITF Women's Circuit Palm Beach Gardens 2003 Palm Beach Gardens, USA Terra rossa $50,000 |            |           |               |                  |
| 1º dicembre | ITF Women's Circuit Palm Beach Gardens 2003 Palm Beach Gardens, USA Terra rossa $50,000 |            |           |               |                  |
| 1º dicembre | Vanessa Phillips Circuit 2003 Tel Aviv, Israele Cemento $10,000                         |            |           |               |                  |
| 1º dicembre | Vanessa Phillips Circuit 2003 Tel Aviv, Israele Cemento $10,000                         |            |           |               |                  |
| 1º dicembre | ITF Women's Circuit Changsha 2003 Changsha, Cina Cemento $50,000                        |            |           |               |                  |
| 1º dicembre | ITF Women's Circuit Changsha 2003 Changsha, Cina Cemento $50,000                        |            |           |               |                  |
| 8 dicembre  | ITF Women's Circuit Shenzhen 2003 Shenzhen, Cina Cemento $50,000                        |            |           |               |                  |
| 8 dicembre  | ITF Women's Circuit Shenzhen 2003 Shenzhen, Cina Cemento $50,000                        |            |           |               |                  |
| 8 dicembre  | Deza Trophy 2003 Ostrava, Repubblica Ceca Sintetico $25,000                             |            |           |               |                  |
| 8 dicembre  | Deza Trophy 2003 Ostrava, Repubblica Ceca Sintetico $25,000                             |            |           |               |                  |
| 8 dicembre  | ITF Women's Circuit Cairo 5 2003 Il Cairo, Egitto Terra rossa $10,000                   |            |           |               |                  |
| 8 dicembre  | ITF Women's Circuit Cairo 5 2003 Il Cairo, Egitto Terra rossa $10,000                   |            |           |               |                  |
| 15 dicembre | Deza Trophy 2003 Valašské Meziříčí, Repubblica Ceca Cemento $25,000                     |            |           |               |                  |
| 15 dicembre | Deza Trophy 2003 Valašské Meziříčí, Repubblica Ceca Cemento $25,000                     |            |           |               |                  |
| 15 dicembre | ITF Women's Circuit Cairo 6 2003 Il Cairo, Egitto Terra rossa $10,000                   |            |           |               |                  |
| 15 dicembre | ITF Women's Circuit Cairo 6 2003 Il Cairo, Egitto Terra rossa $10,000                   |            |           |               |                  |